# Adriosaurus
Adriosaurus es un género extinto de reptil escamoso acuático que vivió hace unos 95 millones de años. Tenía forma de serpiente y medía entre 25 y 30 cm. Este es el primer registro fósil de extremidades vestigiales en lagartos, lo cual da a los científicos una idea sobre la época en la que los lagartos terrestres evolucionaron dejando de poseer extremidades y regresando a sus orígenes acuáticos.
Cladograma basado en Palci y Caldwell (2010a), Caldwell y Palci (2010b): 
|  | Xenosaurus  |
|  |             |
|  | Shinisaurus |
|  |             |

|  | Lanthanotus |
|  |             |
|  | Varanus     |
|  |             |

|  | Aigialosauridae |
|  |                 |
|  | Mosasauridae    |
|  |                 |

|  | Coniasaurus   |
|  |               |
|  | Dolichosaurus |
|  |               |

|  | Pontosaurus lesinensis |
|  |                        |
|  | Pontosaurus kornhuberi |
|  |                        |

|  | Adriosaurus skrbinensis |
|  |                         |
|  | Adriosaurus suessi      |
|  |                         |

|  | Acteosaurus |
|  |             |
|  | Ophidia     |
|  |             |

|  | Adriosaurus skrbinensis |
|  |                         |
|  | Adriosaurus suessi      |
|  |                         |

|  | Acteosaurus |
|  |             |
|  | Ophidia     |
|  |             |

|  | Adriosaurus skrbinensis |
|  |                         |
|  | Adriosaurus suessi      |
|  |                         |

|  | Acteosaurus |
|  |             |
|  | Ophidia     |
|  |             |

|  | Adriosaurus skrbinensis |
|  |                         |
|  | Adriosaurus suessi      |
|  |                         |

|  | Acteosaurus |
|  |             |
|  | Ophidia     |
|  |             |

|  | Pontosaurus lesinensis |
|  |                        |
|  | Pontosaurus kornhuberi |
|  |                        |

|  | Adriosaurus skrbinensis |
|  |                         |
|  | Adriosaurus suessi      |
|  |                         |

|  | Acteosaurus |
|  |             |
|  | Ophidia     |
|  |             |

|  | Adriosaurus skrbinensis |
|  |                         |
|  | Adriosaurus suessi      |
|  |                         |

|  | Acteosaurus |
|  |             |
|  | Ophidia     |
|  |             |

|  | Adriosaurus skrbinensis |
|  |                         |
|  | Adriosaurus suessi      |
|  |                         |

|  | Acteosaurus |
|  |             |
|  | Ophidia     |
|  |             |

|  | Adriosaurus skrbinensis |
|  |                         |
|  | Adriosaurus suessi      |
|  |                         |

|  | Acteosaurus |
|  |             |
|  | Ophidia     |
|  |             |

|  | Coniasaurus   |
|  |               |
|  | Dolichosaurus |
|  |               |

|  | Pontosaurus lesinensis |
|  |                        |
|  | Pontosaurus kornhuberi |
|  |                        |

|  | Adriosaurus skrbinensis |
|  |                         |
|  | Adriosaurus suessi      |
|  |                         |

|  | Acteosaurus |
|  |             |
|  | Ophidia     |
|  |             |

|  | Adriosaurus skrbinensis |
|  |                         |
|  | Adriosaurus suessi      |
|  |                         |

|  | Acteosaurus |
|  |             |
|  | Ophidia     |
|  |             |

|  | Adriosaurus skrbinensis |
|  |                         |
|  | Adriosaurus suessi      |
|  |                         |

|  | Acteosaurus |
|  |             |
|  | Ophidia     |
|  |             |

|  | Adriosaurus skrbinensis |
|  |                         |
|  | Adriosaurus suessi      |
|  |                         |

|  | Acteosaurus |
|  |             |
|  | Ophidia     |
|  |             |

|  | Pontosaurus lesinensis |
|  |                        |
|  | Pontosaurus kornhuberi |
|  |                        |

|  | Adriosaurus skrbinensis |
|  |                         |
|  | Adriosaurus suessi      |
|  |                         |

|  | Acteosaurus |
|  |             |
|  | Ophidia     |
|  |             |

|  | Adriosaurus skrbinensis |
|  |                         |
|  | Adriosaurus suessi      |
|  |                         |

|  | Acteosaurus |
|  |             |
|  | Ophidia     |
|  |             |

|  | Adriosaurus skrbinensis |
|  |                         |
|  | Adriosaurus suessi      |
|  |                         |

|  | Acteosaurus |
|  |             |
|  | Ophidia     |
|  |             |

|  | Adriosaurus skrbinensis |
|  |                         |
|  | Adriosaurus suessi      |
|  |                         |

|  | Acteosaurus |
|  |             |
|  | Ophidia     |
|  |             |

|  | Aigialosauridae |
|  |                 |
|  | Mosasauridae    |
|  |                 |

|  | Coniasaurus   |
|  |               |
|  | Dolichosaurus |
|  |               |

|  | Pontosaurus lesinensis |
|  |                        |
|  | Pontosaurus kornhuberi |
|  |                        |

|  | Adriosaurus skrbinensis |
|  |                         |
|  | Adriosaurus suessi      |
|  |                         |

|  | Acteosaurus |
|  |             |
|  | Ophidia     |
|  |             |

|  | Adriosaurus skrbinensis |
|  |                         |
|  | Adriosaurus suessi      |
|  |                         |

|  | Acteosaurus |
|  |             |
|  | Ophidia     |
|  |             |

|  | Adriosaurus skrbinensis |
|  |                         |
|  | Adriosaurus suessi      |
|  |                         |

|  | Acteosaurus |
|  |             |
|  | Ophidia     |
|  |             |

|  | Adriosaurus skrbinensis |
|  |                         |
|  | Adriosaurus suessi      |
|  |                         |

|  | Acteosaurus |
|  |             |
|  | Ophidia     |
|  |             |

|  | Pontosaurus lesinensis |
|  |                        |
|  | Pontosaurus kornhuberi |
|  |                        |

|  | Adriosaurus skrbinensis |
|  |                         |
|  | Adriosaurus suessi      |
|  |                         |

|  | Acteosaurus |
|  |             |
|  | Ophidia     |
|  |             |

|  | Adriosaurus skrbinensis |
|  |                         |
|  | Adriosaurus suessi      |
|  |                         |

|  | Acteosaurus |
|  |             |
|  | Ophidia     |
|  |             |

|  | Adriosaurus skrbinensis |
|  |                         |
|  | Adriosaurus suessi      |
|  |                         |

|  | Acteosaurus |
|  |             |
|  | Ophidia     |
|  |             |

|  | Adriosaurus skrbinensis |
|  |                         |
|  | Adriosaurus suessi      |
|  |                         |

|  | Acteosaurus |
|  |             |
|  | Ophidia     |
|  |             |

|  | Coniasaurus   |
|  |               |
|  | Dolichosaurus |
|  |               |

|  | Pontosaurus lesinensis |
|  |                        |
|  | Pontosaurus kornhuberi |
|  |                        |

|  | Adriosaurus skrbinensis |
|  |                         |
|  | Adriosaurus suessi      |
|  |                         |

|  | Acteosaurus |
|  |             |
|  | Ophidia     |
|  |             |

|  | Adriosaurus skrbinensis |
|  |                         |
|  | Adriosaurus suessi      |
|  |                         |

|  | Acteosaurus |
|  |             |
|  | Ophidia     |
|  |             |

|  | Adriosaurus skrbinensis |
|  |                         |
|  | Adriosaurus suessi      |
|  |                         |

|  | Acteosaurus |
|  |             |
|  | Ophidia     |
|  |             |

|  | Adriosaurus skrbinensis |
|  |                         |
|  | Adriosaurus suessi      |
|  |                         |

|  | Acteosaurus |
|  |             |
|  | Ophidia     |
|  |             |

|  | Pontosaurus lesinensis |
|  |                        |
|  | Pontosaurus kornhuberi |
|  |                        |

|  | Adriosaurus skrbinensis |
|  |                         |
|  | Adriosaurus suessi      |
|  |                         |

|  | Acteosaurus |
|  |             |
|  | Ophidia     |
|  |             |

|  | Adriosaurus skrbinensis |
|  |                         |
|  | Adriosaurus suessi      |
|  |                         |

|  | Acteosaurus |
|  |             |
|  | Ophidia     |
|  |             |

|  | Adriosaurus skrbinensis |
|  |                         |
|  | Adriosaurus suessi      |
|  |                         |

|  | Acteosaurus |
|  |             |
|  | Ophidia     |
|  |             |

|  | Adriosaurus skrbinensis |
|  |                         |
|  | Adriosaurus suessi      |
|  |                         |

|  | Acteosaurus |
|  |             |
|  | Ophidia     |
|  |             |

|  | Lanthanotus |
|  |             |
|  | Varanus     |
|  |             |

|  | Aigialosauridae |
|  |                 |
|  | Mosasauridae    |
|  |                 |

|  | Coniasaurus   |
|  |               |
|  | Dolichosaurus |
|  |               |

|  | Pontosaurus lesinensis |
|  |                        |
|  | Pontosaurus kornhuberi |
|  |                        |

|  | Adriosaurus skrbinensis |
|  |                         |
|  | Adriosaurus suessi      |
|  |                         |

|  | Acteosaurus |
|  |             |
|  | Ophidia     |
|  |             |

|  | Adriosaurus skrbinensis |
|  |                         |
|  | Adriosaurus suessi      |
|  |                         |

|  | Acteosaurus |
|  |             |
|  | Ophidia     |
|  |             |

|  | Adriosaurus skrbinensis |
|  |                         |
|  | Adriosaurus suessi      |
|  |                         |

|  | Acteosaurus |
|  |             |
|  | Ophidia     |
|  |             |

|  | Adriosaurus skrbinensis |
|  |                         |
|  | Adriosaurus suessi      |
|  |                         |

|  | Acteosaurus |
|  |             |
|  | Ophidia     |
|  |             |

|  | Pontosaurus lesinensis |
|  |                        |
|  | Pontosaurus kornhuberi |
|  |                        |

|  | Adriosaurus skrbinensis |
|  |                         |
|  | Adriosaurus suessi      |
|  |                         |

|  | Acteosaurus |
|  |             |
|  | Ophidia     |
|  |             |

|  | Adriosaurus skrbinensis |
|  |                         |
|  | Adriosaurus suessi      |
|  |                         |

|  | Acteosaurus |
|  |             |
|  | Ophidia     |
|  |             |

|  | Adriosaurus skrbinensis |
|  |                         |
|  | Adriosaurus suessi      |
|  |                         |

|  | Acteosaurus |
|  |             |
|  | Ophidia     |
|  |             |

|  | Adriosaurus skrbinensis |
|  |                         |
|  | Adriosaurus suessi      |
|  |                         |

|  | Acteosaurus |
|  |             |
|  | Ophidia     |
|  |             |

|  | Coniasaurus   |
|  |               |
|  | Dolichosaurus |
|  |               |

|  | Pontosaurus lesinensis |
|  |                        |
|  | Pontosaurus kornhuberi |
|  |                        |

|  | Adriosaurus skrbinensis |
|  |                         |
|  | Adriosaurus suessi      |
|  |                         |

|  | Acteosaurus |
|  |             |
|  | Ophidia     |
|  |             |

|  | Adriosaurus skrbinensis |
|  |                         |
|  | Adriosaurus suessi      |
|  |                         |

|  | Acteosaurus |
|  |             |
|  | Ophidia     |
|  |             |

|  | Adriosaurus skrbinensis |
|  |                         |
|  | Adriosaurus suessi      |
|  |                         |

|  | Acteosaurus |
|  |             |
|  | Ophidia     |
|  |             |

|  | Adriosaurus skrbinensis |
|  |                         |
|  | Adriosaurus suessi      |
|  |                         |

|  | Acteosaurus |
|  |             |
|  | Ophidia     |
|  |             |

|  | Pontosaurus lesinensis |
|  |                        |
|  | Pontosaurus kornhuberi |
|  |                        |

|  | Adriosaurus skrbinensis |
|  |                         |
|  | Adriosaurus suessi      |
|  |                         |

|  | Acteosaurus |
|  |             |
|  | Ophidia     |
|  |             |

|  | Adriosaurus skrbinensis |
|  |                         |
|  | Adriosaurus suessi      |
|  |                         |

|  | Acteosaurus |
|  |             |
|  | Ophidia     |
|  |             |

|  | Adriosaurus skrbinensis |
|  |                         |
|  | Adriosaurus suessi      |
|  |                         |

|  | Acteosaurus |
|  |             |
|  | Ophidia     |
|  |             |

|  | Adriosaurus skrbinensis |
|  |                         |
|  | Adriosaurus suessi      |
|  |                         |

|  | Acteosaurus |
|  |             |
|  | Ophidia     |
|  |             |

|  | Aigialosauridae |
|  |                 |
|  | Mosasauridae    |
|  |                 |

|  | Coniasaurus   |
|  |               |
|  | Dolichosaurus |
|  |               |

|  | Pontosaurus lesinensis |
|  |                        |
|  | Pontosaurus kornhuberi |
|  |                        |

|  | Adriosaurus skrbinensis |
|  |                         |
|  | Adriosaurus suessi      |
|  |                         |

|  | Acteosaurus |
|  |             |
|  | Ophidia     |
|  |             |

|  | Adriosaurus skrbinensis |
|  |                         |
|  | Adriosaurus suessi      |
|  |                         |

|  | Acteosaurus |
|  |             |
|  | Ophidia     |
|  |             |

|  | Adriosaurus skrbinensis |
|  |                         |
|  | Adriosaurus suessi      |
|  |                         |

|  | Acteosaurus |
|  |             |
|  | Ophidia     |
|  |             |

|  | Adriosaurus skrbinensis |
|  |                         |
|  | Adriosaurus suessi      |
|  |                         |

|  | Acteosaurus |
|  |             |
|  | Ophidia     |
|  |             |

|  | Pontosaurus lesinensis |
|  |                        |
|  | Pontosaurus kornhuberi |
|  |                        |

|  | Adriosaurus skrbinensis |
|  |                         |
|  | Adriosaurus suessi      |
|  |                         |

|  | Acteosaurus |
|  |             |
|  | Ophidia     |
|  |             |

|  | Adriosaurus skrbinensis |
|  |                         |
|  | Adriosaurus suessi      |
|  |                         |

|  | Acteosaurus |
|  |             |
|  | Ophidia     |
|  |             |

|  | Adriosaurus skrbinensis |
|  |                         |
|  | Adriosaurus suessi      |
|  |                         |

|  | Acteosaurus |
|  |             |
|  | Ophidia     |
|  |             |

|  | Adriosaurus skrbinensis |
|  |                         |
|  | Adriosaurus suessi      |
|  |                         |

|  | Acteosaurus |
|  |             |
|  | Ophidia     |
|  |             |

|  | Coniasaurus   |
|  |               |
|  | Dolichosaurus |
|  |               |

|  | Pontosaurus lesinensis |
|  |                        |
|  | Pontosaurus kornhuberi |
|  |                        |

|  | Adriosaurus skrbinensis |
|  |                         |
|  | Adriosaurus suessi      |
|  |                         |

|  | Acteosaurus |
|  |             |
|  | Ophidia     |
|  |             |

|  | Adriosaurus skrbinensis |
|  |                         |
|  | Adriosaurus suessi      |
|  |                         |

|  | Acteosaurus |
|  |             |
|  | Ophidia     |
|  |             |

|  | Adriosaurus skrbinensis |
|  |                         |
|  | Adriosaurus suessi      |
|  |                         |

|  | Acteosaurus |
|  |             |
|  | Ophidia     |
|  |             |

|  | Adriosaurus skrbinensis |
|  |                         |
|  | Adriosaurus suessi      |
|  |                         |

|  | Acteosaurus |
|  |             |
|  | Ophidia     |
|  |             |

|  | Pontosaurus lesinensis |
|  |                        |
|  | Pontosaurus kornhuberi |
|  |                        |

|  | Adriosaurus skrbinensis |
|  |                         |
|  | Adriosaurus suessi      |
|  |                         |

|  | Acteosaurus |
|  |             |
|  | Ophidia     |
|  |             |

|  | Adriosaurus skrbinensis |
|  |                         |
|  | Adriosaurus suessi      |
|  |                         |

|  | Acteosaurus |
|  |             |
|  | Ophidia     |
|  |             |

|  | Adriosaurus skrbinensis |
|  |                         |
|  | Adriosaurus suessi      |
|  |                         |

|  | Acteosaurus |
|  |             |
|  | Ophidia     |
|  |             |

|  | Adriosaurus skrbinensis |
|  |                         |
|  | Adriosaurus suessi      |
|  |                         |

|  | Acteosaurus |
|  |             |
|  | Ophidia     |
|  |             |

|  | Lanthanotus |
|  |             |
|  | Varanus     |
|  |             |

|  | Aigialosauridae |
|  |                 |
|  | Mosasauridae    |
|  |                 |

|  | Coniasaurus   |
|  |               |
|  | Dolichosaurus |
|  |               |

|  | Pontosaurus lesinensis |
|  |                        |
|  | Pontosaurus kornhuberi |
|  |                        |

|  | Adriosaurus skrbinensis |
|  |                         |
|  | Adriosaurus suessi      |
|  |                         |

|  | Acteosaurus |
|  |             |
|  | Ophidia     |
|  |             |

|  | Adriosaurus skrbinensis |
|  |                         |
|  | Adriosaurus suessi      |
|  |                         |

|  | Acteosaurus |
|  |             |
|  | Ophidia     |
|  |             |

|  | Adriosaurus skrbinensis |
|  |                         |
|  | Adriosaurus suessi      |
|  |                         |

|  | Acteosaurus |
|  |             |
|  | Ophidia     |
|  |             |

|  | Adriosaurus skrbinensis |
|  |                         |
|  | Adriosaurus suessi      |
|  |                         |

|  | Acteosaurus |
|  |             |
|  | Ophidia     |
|  |             |

|  | Pontosaurus lesinensis |
|  |                        |
|  | Pontosaurus kornhuberi |
|  |                        |

|  | Adriosaurus skrbinensis |
|  |                         |
|  | Adriosaurus suessi      |
|  |                         |

|  | Acteosaurus |
|  |             |
|  | Ophidia     |
|  |             |

|  | Adriosaurus skrbinensis |
|  |                         |
|  | Adriosaurus suessi      |
|  |                         |

|  | Acteosaurus |
|  |             |
|  | Ophidia     |
|  |             |

|  | Adriosaurus skrbinensis |
|  |                         |
|  | Adriosaurus suessi      |
|  |                         |

|  | Acteosaurus |
|  |             |
|  | Ophidia     |
|  |             |

|  | Adriosaurus skrbinensis |
|  |                         |
|  | Adriosaurus suessi      |
|  |                         |

|  | Acteosaurus |
|  |             |
|  | Ophidia     |
|  |             |

|  | Coniasaurus   |
|  |               |
|  | Dolichosaurus |
|  |               |

|  | Pontosaurus lesinensis |
|  |                        |
|  | Pontosaurus kornhuberi |
|  |                        |

|  | Adriosaurus skrbinensis |
|  |                         |
|  | Adriosaurus suessi      |
|  |                         |

|  | Acteosaurus |
|  |             |
|  | Ophidia     |
|  |             |

|  | Adriosaurus skrbinensis |
|  |                         |
|  | Adriosaurus suessi      |
|  |                         |

|  | Acteosaurus |
|  |             |
|  | Ophidia     |
|  |             |

|  | Adriosaurus skrbinensis |
|  |                         |
|  | Adriosaurus suessi      |
|  |                         |

|  | Acteosaurus |
|  |             |
|  | Ophidia     |
|  |             |

|  | Adriosaurus skrbinensis |
|  |                         |
|  | Adriosaurus suessi      |
|  |                         |

|  | Acteosaurus |
|  |             |
|  | Ophidia     |
|  |             |

|  | Pontosaurus lesinensis |
|  |                        |
|  | Pontosaurus kornhuberi |
|  |                        |

|  | Adriosaurus skrbinensis |
|  |                         |
|  | Adriosaurus suessi      |
|  |                         |

|  | Acteosaurus |
|  |             |
|  | Ophidia     |
|  |             |

|  | Adriosaurus skrbinensis |
|  |                         |
|  | Adriosaurus suessi      |
|  |                         |

|  | Acteosaurus |
|  |             |
|  | Ophidia     |
|  |             |

|  | Adriosaurus skrbinensis |
|  |                         |
|  | Adriosaurus suessi      |
|  |                         |

|  | Acteosaurus |
|  |             |
|  | Ophidia     |
|  |             |

|  | Adriosaurus skrbinensis |
|  |                         |
|  | Adriosaurus suessi      |
|  |                         |

|  | Acteosaurus |
|  |             |
|  | Ophidia     |
|  |             |

|  | Aigialosauridae |
|  |                 |
|  | Mosasauridae    |
|  |                 |

|  | Coniasaurus   |
|  |               |
|  | Dolichosaurus |
|  |               |

|  | Pontosaurus lesinensis |
|  |                        |
|  | Pontosaurus kornhuberi |
|  |                        |

|  | Adriosaurus skrbinensis |
|  |                         |
|  | Adriosaurus suessi      |
|  |                         |

|  | Acteosaurus |
|  |             |
|  | Ophidia     |
|  |             |

|  | Adriosaurus skrbinensis |
|  |                         |
|  | Adriosaurus suessi      |
|  |                         |

|  | Acteosaurus |
|  |             |
|  | Ophidia     |
|  |             |

|  | Adriosaurus skrbinensis |
|  |                         |
|  | Adriosaurus suessi      |
|  |                         |

|  | Acteosaurus |
|  |             |
|  | Ophidia     |
|  |             |

|  | Adriosaurus skrbinensis |
|  |                         |
|  | Adriosaurus suessi      |
|  |                         |

|  | Acteosaurus |
|  |             |
|  | Ophidia     |
|  |             |

|  | Pontosaurus lesinensis |
|  |                        |
|  | Pontosaurus kornhuberi |
|  |                        |

|  | Adriosaurus skrbinensis |
|  |                         |
|  | Adriosaurus suessi      |
|  |                         |

|  | Acteosaurus |
|  |             |
|  | Ophidia     |
|  |             |

|  | Adriosaurus skrbinensis |
|  |                         |
|  | Adriosaurus suessi      |
|  |                         |

|  | Acteosaurus |
|  |             |
|  | Ophidia     |
|  |             |

|  | Adriosaurus skrbinensis |
|  |                         |
|  | Adriosaurus suessi      |
|  |                         |

|  | Acteosaurus |
|  |             |
|  | Ophidia     |
|  |             |

|  | Adriosaurus skrbinensis |
|  |                         |
|  | Adriosaurus suessi      |
|  |                         |

|  | Acteosaurus |
|  |             |
|  | Ophidia     |
|  |             |

|  | Coniasaurus   |
|  |               |
|  | Dolichosaurus |
|  |               |

|  | Pontosaurus lesinensis |
|  |                        |
|  | Pontosaurus kornhuberi |
|  |                        |

|  | Adriosaurus skrbinensis |
|  |                         |
|  | Adriosaurus suessi      |
|  |                         |

|  | Acteosaurus |
|  |             |
|  | Ophidia     |
|  |             |

|  | Adriosaurus skrbinensis |
|  |                         |
|  | Adriosaurus suessi      |
|  |                         |

|  | Acteosaurus |
|  |             |
|  | Ophidia     |
|  |             |

|  | Adriosaurus skrbinensis |
|  |                         |
|  | Adriosaurus suessi      |
|  |                         |

|  | Acteosaurus |
|  |             |
|  | Ophidia     |
|  |             |

|  | Adriosaurus skrbinensis |
|  |                         |
|  | Adriosaurus suessi      |
|  |                         |

|  | Acteosaurus |
|  |             |
|  | Ophidia     |
|  |             |

|  | Pontosaurus lesinensis |
|  |                        |
|  | Pontosaurus kornhuberi |
|  |                        |

|  | Adriosaurus skrbinensis |
|  |                         |
|  | Adriosaurus suessi      |
|  |                         |

|  | Acteosaurus |
|  |             |
|  | Ophidia     |
|  |             |

|  | Adriosaurus skrbinensis |
|  |                         |
|  | Adriosaurus suessi      |
|  |                         |

|  | Acteosaurus |
|  |             |
|  | Ophidia     |
|  |             |

|  | Adriosaurus skrbinensis |
|  |                         |
|  | Adriosaurus suessi      |
|  |                         |

|  | Acteosaurus |
|  |             |
|  | Ophidia     |
|  |             |

|  | Adriosaurus skrbinensis |
|  |                         |
|  | Adriosaurus suessi      |
|  |                         |

|  | Acteosaurus |
|  |             |
|  | Ophidia     |
|  |             |

|  | Lanthanotus |
|  |             |
|  | Varanus     |
|  |             |

|  | Aigialosauridae |
|  |                 |
|  | Mosasauridae    |
|  |                 |

|  | Coniasaurus   |
|  |               |
|  | Dolichosaurus |
|  |               |

|  | Pontosaurus lesinensis |
|  |                        |
|  | Pontosaurus kornhuberi |
|  |                        |

|  | Adriosaurus skrbinensis |
|  |                         |
|  | Adriosaurus suessi      |
|  |                         |

|  | Acteosaurus |
|  |             |
|  | Ophidia     |
|  |             |

|  | Adriosaurus skrbinensis |
|  |                         |
|  | Adriosaurus suessi      |
|  |                         |

|  | Acteosaurus |
|  |             |
|  | Ophidia     |
|  |             |

|  | Adriosaurus skrbinensis |
|  |                         |
|  | Adriosaurus suessi      |
|  |                         |

|  | Acteosaurus |
|  |             |
|  | Ophidia     |
|  |             |

|  | Adriosaurus skrbinensis |
|  |                         |
|  | Adriosaurus suessi      |
|  |                         |

|  | Acteosaurus |
|  |             |
|  | Ophidia     |
|  |             |

|  | Pontosaurus lesinensis |
|  |                        |
|  | Pontosaurus kornhuberi |
|  |                        |

|  | Adriosaurus skrbinensis |
|  |                         |
|  | Adriosaurus suessi      |
|  |                         |

|  | Acteosaurus |
|  |             |
|  | Ophidia     |
|  |             |

|  | Adriosaurus skrbinensis |
|  |                         |
|  | Adriosaurus suessi      |
|  |                         |

|  | Acteosaurus |
|  |             |
|  | Ophidia     |
|  |             |

|  | Adriosaurus skrbinensis |
|  |                         |
|  | Adriosaurus suessi      |
|  |                         |

|  | Acteosaurus |
|  |             |
|  | Ophidia     |
|  |             |

|  | Adriosaurus skrbinensis |
|  |                         |
|  | Adriosaurus suessi      |
|  |                         |

|  | Acteosaurus |
|  |             |
|  | Ophidia     |
|  |             |

|  | Coniasaurus   |
|  |               |
|  | Dolichosaurus |
|  |               |

|  | Pontosaurus lesinensis |
|  |                        |
|  | Pontosaurus kornhuberi |
|  |                        |

|  | Adriosaurus skrbinensis |
|  |                         |
|  | Adriosaurus suessi      |
|  |                         |

|  | Acteosaurus |
|  |             |
|  | Ophidia     |
|  |             |

|  | Adriosaurus skrbinensis |
|  |                         |
|  | Adriosaurus suessi      |
|  |                         |

|  | Acteosaurus |
|  |             |
|  | Ophidia     |
|  |             |

|  | Adriosaurus skrbinensis |
|  |                         |
|  | Adriosaurus suessi      |
|  |                         |

|  | Acteosaurus |
|  |             |
|  | Ophidia     |
|  |             |

|  | Adriosaurus skrbinensis |
|  |                         |
|  | Adriosaurus suessi      |
|  |                         |

|  | Acteosaurus |
|  |             |
|  | Ophidia     |
|  |             |

|  | Pontosaurus lesinensis |
|  |                        |
|  | Pontosaurus kornhuberi |
|  |                        |

|  | Adriosaurus skrbinensis |
|  |                         |
|  | Adriosaurus suessi      |
|  |                         |

|  | Acteosaurus |
|  |             |
|  | Ophidia     |
|  |             |

|  | Adriosaurus skrbinensis |
|  |                         |
|  | Adriosaurus suessi      |
|  |                         |

|  | Acteosaurus |
|  |             |
|  | Ophidia     |
|  |             |

|  | Adriosaurus skrbinensis |
|  |                         |
|  | Adriosaurus suessi      |
|  |                         |

|  | Acteosaurus |
|  |             |
|  | Ophidia     |
|  |             |

|  | Adriosaurus skrbinensis |
|  |                         |
|  | Adriosaurus suessi      |
|  |                         |

|  | Acteosaurus |
|  |             |
|  | Ophidia     |
|  |             |

|  | Aigialosauridae |
|  |                 |
|  | Mosasauridae    |
|  |                 |

|  | Coniasaurus   |
|  |               |
|  | Dolichosaurus |
|  |               |

|  | Pontosaurus lesinensis |
|  |                        |
|  | Pontosaurus kornhuberi |
|  |                        |

|  | Adriosaurus skrbinensis |
|  |                         |
|  | Adriosaurus suessi      |
|  |                         |

|  | Acteosaurus |
|  |             |
|  | Ophidia     |
|  |             |

|  | Adriosaurus skrbinensis |
|  |                         |
|  | Adriosaurus suessi      |
|  |                         |

|  | Acteosaurus |
|  |             |
|  | Ophidia     |
|  |             |

|  | Adriosaurus skrbinensis |
|  |                         |
|  | Adriosaurus suessi      |
|  |                         |

|  | Acteosaurus |
|  |             |
|  | Ophidia     |
|  |             |

|  | Adriosaurus skrbinensis |
|  |                         |
|  | Adriosaurus suessi      |
|  |                         |

|  | Acteosaurus |
|  |             |
|  | Ophidia     |
|  |             |

|  | Pontosaurus lesinensis |
|  |                        |
|  | Pontosaurus kornhuberi |
|  |                        |

|  | Adriosaurus skrbinensis |
|  |                         |
|  | Adriosaurus suessi      |
|  |                         |

|  | Acteosaurus |
|  |             |
|  | Ophidia     |
|  |             |

|  | Adriosaurus skrbinensis |
|  |                         |
|  | Adriosaurus suessi      |
|  |                         |

|  | Acteosaurus |
|  |             |
|  | Ophidia     |
|  |             |

|  | Adriosaurus skrbinensis |
|  |                         |
|  | Adriosaurus suessi      |
|  |                         |

|  | Acteosaurus |
|  |             |
|  | Ophidia     |
|  |             |

|  | Adriosaurus skrbinensis |
|  |                         |
|  | Adriosaurus suessi      |
|  |                         |

|  | Acteosaurus |
|  |             |
|  | Ophidia     |
|  |             |

|  | Coniasaurus   |
|  |               |
|  | Dolichosaurus |
|  |               |

|  | Pontosaurus lesinensis |
|  |                        |
|  | Pontosaurus kornhuberi |
|  |                        |

|  | Adriosaurus skrbinensis |
|  |                         |
|  | Adriosaurus suessi      |
|  |                         |

|  | Acteosaurus |
|  |             |
|  | Ophidia     |
|  |             |

|  | Adriosaurus skrbinensis |
|  |                         |
|  | Adriosaurus suessi      |
|  |                         |

|  | Acteosaurus |
|  |             |
|  | Ophidia     |
|  |             |

|  | Adriosaurus skrbinensis |
|  |                         |
|  | Adriosaurus suessi      |
|  |                         |

|  | Acteosaurus |
|  |             |
|  | Ophidia     |
|  |             |

|  | Adriosaurus skrbinensis |
|  |                         |
|  | Adriosaurus suessi      |
|  |                         |

|  | Acteosaurus |
|  |             |
|  | Ophidia     |
|  |             |

|  | Pontosaurus lesinensis |
|  |                        |
|  | Pontosaurus kornhuberi |
|  |                        |

|  | Adriosaurus skrbinensis |
|  |                         |
|  | Adriosaurus suessi      |
|  |                         |

|  | Acteosaurus |
|  |             |
|  | Ophidia     |
|  |             |

|  | Adriosaurus skrbinensis |
|  |                         |
|  | Adriosaurus suessi      |
|  |                         |

|  | Acteosaurus |
|  |             |
|  | Ophidia     |
|  |             |

|  | Adriosaurus skrbinensis |
|  |                         |
|  | Adriosaurus suessi      |
|  |                         |

|  | Acteosaurus |
|  |             |
|  | Ophidia     |
|  |             |

|  | Adriosaurus skrbinensis |
|  |                         |
|  | Adriosaurus suessi      |
|  |                         |

|  | Acteosaurus |
|  |             |
|  | Ophidia     |
|  |             |

|  | Xenosaurus  |
|  |             |
|  | Shinisaurus |
|  |             |

|  | Lanthanotus |
|  |             |
|  | Varanus     |
|  |             |

|  | Aigialosauridae |
|  |                 |
|  | Mosasauridae    |
|  |                 |

|  | Coniasaurus   |
|  |               |
|  | Dolichosaurus |
|  |               |

|  | Pontosaurus lesinensis |
|  |                        |
|  | Pontosaurus kornhuberi |
|  |                        |

|  | Adriosaurus skrbinensis |
|  |                         |
|  | Adriosaurus suessi      |
|  |                         |

|  | Acteosaurus |
|  |             |
|  | Ophidia     |
|  |             |

|  | Adriosaurus skrbinensis |
|  |                         |
|  | Adriosaurus suessi      |
|  |                         |

|  | Acteosaurus |
|  |             |
|  | Ophidia     |
|  |             |

|  | Adriosaurus skrbinensis |
|  |                         |
|  | Adriosaurus suessi      |
|  |                         |

|  | Acteosaurus |
|  |             |
|  | Ophidia     |
|  |             |

|  | Adriosaurus skrbinensis |
|  |                         |
|  | Adriosaurus suessi      |
|  |                         |

|  | Acteosaurus |
|  |             |
|  | Ophidia     |
|  |             |

|  | Pontosaurus lesinensis |
|  |                        |
|  | Pontosaurus kornhuberi |
|  |                        |

|  | Adriosaurus skrbinensis |
|  |                         |
|  | Adriosaurus suessi      |
|  |                         |

|  | Acteosaurus |
|  |             |
|  | Ophidia     |
|  |             |

|  | Adriosaurus skrbinensis |
|  |                         |
|  | Adriosaurus suessi      |
|  |                         |

|  | Acteosaurus |
|  |             |
|  | Ophidia     |
|  |             |

|  | Adriosaurus skrbinensis |
|  |                         |
|  | Adriosaurus suessi      |
|  |                         |

|  | Acteosaurus |
|  |             |
|  | Ophidia     |
|  |             |

|  | Adriosaurus skrbinensis |
|  |                         |
|  | Adriosaurus suessi      |
|  |                         |

|  | Acteosaurus |
|  |             |
|  | Ophidia     |
|  |             |

|  | Coniasaurus   |
|  |               |
|  | Dolichosaurus |
|  |               |

|  | Pontosaurus lesinensis |
|  |                        |
|  | Pontosaurus kornhuberi |
|  |                        |

|  | Adriosaurus skrbinensis |
|  |                         |
|  | Adriosaurus suessi      |
|  |                         |

|  | Acteosaurus |
|  |             |
|  | Ophidia     |
|  |             |

|  | Adriosaurus skrbinensis |
|  |                         |
|  | Adriosaurus suessi      |
|  |                         |

|  | Acteosaurus |
|  |             |
|  | Ophidia     |
|  |             |

|  | Adriosaurus skrbinensis |
|  |                         |
|  | Adriosaurus suessi      |
|  |                         |

|  | Acteosaurus |
|  |             |
|  | Ophidia     |
|  |             |

|  | Adriosaurus skrbinensis |
|  |                         |
|  | Adriosaurus suessi      |
|  |                         |

|  | Acteosaurus |
|  |             |
|  | Ophidia     |
|  |             |

|  | Pontosaurus lesinensis |
|  |                        |
|  | Pontosaurus kornhuberi |
|  |                        |

|  | Adriosaurus skrbinensis |
|  |                         |
|  | Adriosaurus suessi      |
|  |                         |

|  | Acteosaurus |
|  |             |
|  | Ophidia     |
|  |             |

|  | Adriosaurus skrbinensis |
|  |                         |
|  | Adriosaurus suessi      |
|  |                         |

|  | Acteosaurus |
|  |             |
|  | Ophidia     |
|  |             |

|  | Adriosaurus skrbinensis |
|  |                         |
|  | Adriosaurus suessi      |
|  |                         |

|  | Acteosaurus |
|  |             |
|  | Ophidia     |
|  |             |

|  | Adriosaurus skrbinensis |
|  |                         |
|  | Adriosaurus suessi      |
|  |                         |

|  | Acteosaurus |
|  |             |
|  | Ophidia     |
|  |             |

|  | Aigialosauridae |
|  |                 |
|  | Mosasauridae    |
|  |                 |

|  | Coniasaurus   |
|  |               |
|  | Dolichosaurus |
|  |               |

|  | Pontosaurus lesinensis |
|  |                        |
|  | Pontosaurus kornhuberi |
|  |                        |

|  | Adriosaurus skrbinensis |
|  |                         |
|  | Adriosaurus suessi      |
|  |                         |

|  | Acteosaurus |
|  |             |
|  | Ophidia     |
|  |             |

|  | Adriosaurus skrbinensis |
|  |                         |
|  | Adriosaurus suessi      |
|  |                         |

|  | Acteosaurus |
|  |             |
|  | Ophidia     |
|  |             |

|  | Adriosaurus skrbinensis |
|  |                         |
|  | Adriosaurus suessi      |
|  |                         |

|  | Acteosaurus |
|  |             |
|  | Ophidia     |
|  |             |

|  | Adriosaurus skrbinensis |
|  |                         |
|  | Adriosaurus suessi      |
|  |                         |

|  | Acteosaurus |
|  |             |
|  | Ophidia     |
|  |             |

|  | Pontosaurus lesinensis |
|  |                        |
|  | Pontosaurus kornhuberi |
|  |                        |

|  | Adriosaurus skrbinensis |
|  |                         |
|  | Adriosaurus suessi      |
|  |                         |

|  | Acteosaurus |
|  |             |
|  | Ophidia     |
|  |             |

|  | Adriosaurus skrbinensis |
|  |                         |
|  | Adriosaurus suessi      |
|  |                         |

|  | Acteosaurus |
|  |             |
|  | Ophidia     |
|  |             |

|  | Adriosaurus skrbinensis |
|  |                         |
|  | Adriosaurus suessi      |
|  |                         |

|  | Acteosaurus |
|  |             |
|  | Ophidia     |
|  |             |

|  | Adriosaurus skrbinensis |
|  |                         |
|  | Adriosaurus suessi      |
|  |                         |

|  | Acteosaurus |
|  |             |
|  | Ophidia     |
|  |             |

|  | Coniasaurus   |
|  |               |
|  | Dolichosaurus |
|  |               |

|  | Pontosaurus lesinensis |
|  |                        |
|  | Pontosaurus kornhuberi |
|  |                        |

|  | Adriosaurus skrbinensis |
|  |                         |
|  | Adriosaurus suessi      |
|  |                         |

|  | Acteosaurus |
|  |             |
|  | Ophidia     |
|  |             |

|  | Adriosaurus skrbinensis |
|  |                         |
|  | Adriosaurus suessi      |
|  |                         |

|  | Acteosaurus |
|  |             |
|  | Ophidia     |
|  |             |

|  | Adriosaurus skrbinensis |
|  |                         |
|  | Adriosaurus suessi      |
|  |                         |

|  | Acteosaurus |
|  |             |
|  | Ophidia     |
|  |             |

|  | Adriosaurus skrbinensis |
|  |                         |
|  | Adriosaurus suessi      |
|  |                         |

|  | Acteosaurus |
|  |             |
|  | Ophidia     |
|  |             |

|  | Pontosaurus lesinensis |
|  |                        |
|  | Pontosaurus kornhuberi |
|  |                        |

|  | Adriosaurus skrbinensis |
|  |                         |
|  | Adriosaurus suessi      |
|  |                         |

|  | Acteosaurus |
|  |             |
|  | Ophidia     |
|  |             |

|  | Adriosaurus skrbinensis |
|  |                         |
|  | Adriosaurus suessi      |
|  |                         |

|  | Acteosaurus |
|  |             |
|  | Ophidia     |
|  |             |

|  | Adriosaurus skrbinensis |
|  |                         |
|  | Adriosaurus suessi      |
|  |                         |

|  | Acteosaurus |
|  |             |
|  | Ophidia     |
|  |             |

|  | Adriosaurus skrbinensis |
|  |                         |
|  | Adriosaurus suessi      |
|  |                         |

|  | Acteosaurus |
|  |             |
|  | Ophidia     |
|  |             |

|  | Lanthanotus |
|  |             |
|  | Varanus     |
|  |             |

|  | Aigialosauridae |
|  |                 |
|  | Mosasauridae    |
|  |                 |

|  | Coniasaurus   |
|  |               |
|  | Dolichosaurus |
|  |               |

|  | Pontosaurus lesinensis |
|  |                        |
|  | Pontosaurus kornhuberi |
|  |                        |

|  | Adriosaurus skrbinensis |
|  |                         |
|  | Adriosaurus suessi      |
|  |                         |

|  | Acteosaurus |
|  |             |
|  | Ophidia     |
|  |             |

|  | Adriosaurus skrbinensis |
|  |                         |
|  | Adriosaurus suessi      |
|  |                         |

|  | Acteosaurus |
|  |             |
|  | Ophidia     |
|  |             |

|  | Adriosaurus skrbinensis |
|  |                         |
|  | Adriosaurus suessi      |
|  |                         |

|  | Acteosaurus |
|  |             |
|  | Ophidia     |
|  |             |

|  | Adriosaurus skrbinensis |
|  |                         |
|  | Adriosaurus suessi      |
|  |                         |

|  | Acteosaurus |
|  |             |
|  | Ophidia     |
|  |             |

|  | Pontosaurus lesinensis |
|  |                        |
|  | Pontosaurus kornhuberi |
|  |                        |

|  | Adriosaurus skrbinensis |
|  |                         |
|  | Adriosaurus suessi      |
|  |                         |

|  | Acteosaurus |
|  |             |
|  | Ophidia     |
|  |             |

|  | Adriosaurus skrbinensis |
|  |                         |
|  | Adriosaurus suessi      |
|  |                         |

|  | Acteosaurus |
|  |             |
|  | Ophidia     |
|  |             |

|  | Adriosaurus skrbinensis |
|  |                         |
|  | Adriosaurus suessi      |
|  |                         |

|  | Acteosaurus |
|  |             |
|  | Ophidia     |
|  |             |

|  | Adriosaurus skrbinensis |
|  |                         |
|  | Adriosaurus suessi      |
|  |                         |

|  | Acteosaurus |
|  |             |
|  | Ophidia     |
|  |             |

|  | Coniasaurus   |
|  |               |
|  | Dolichosaurus |
|  |               |

|  | Pontosaurus lesinensis |
|  |                        |
|  | Pontosaurus kornhuberi |
|  |                        |

|  | Adriosaurus skrbinensis |
|  |                         |
|  | Adriosaurus suessi      |
|  |                         |

|  | Acteosaurus |
|  |             |
|  | Ophidia     |
|  |             |

|  | Adriosaurus skrbinensis |
|  |                         |
|  | Adriosaurus suessi      |
|  |                         |

|  | Acteosaurus |
|  |             |
|  | Ophidia     |
|  |             |

|  | Adriosaurus skrbinensis |
|  |                         |
|  | Adriosaurus suessi      |
|  |                         |

|  | Acteosaurus |
|  |             |
|  | Ophidia     |
|  |             |

|  | Adriosaurus skrbinensis |
|  |                         |
|  | Adriosaurus suessi      |
|  |                         |

|  | Acteosaurus |
|  |             |
|  | Ophidia     |
|  |             |

|  | Pontosaurus lesinensis |
|  |                        |
|  | Pontosaurus kornhuberi |
|  |                        |

|  | Adriosaurus skrbinensis |
|  |                         |
|  | Adriosaurus suessi      |
|  |                         |

|  | Acteosaurus |
|  |             |
|  | Ophidia     |
|  |             |

|  | Adriosaurus skrbinensis |
|  |                         |
|  | Adriosaurus suessi      |
|  |                         |

|  | Acteosaurus |
|  |             |
|  | Ophidia     |
|  |             |

|  | Adriosaurus skrbinensis |
|  |                         |
|  | Adriosaurus suessi      |
|  |                         |

|  | Acteosaurus |
|  |             |
|  | Ophidia     |
|  |             |

|  | Adriosaurus skrbinensis |
|  |                         |
|  | Adriosaurus suessi      |
|  |                         |

|  | Acteosaurus |
|  |             |
|  | Ophidia     |
|  |             |

|  | Aigialosauridae |
|  |                 |
|  | Mosasauridae    |
|  |                 |

|  | Coniasaurus   |
|  |               |
|  | Dolichosaurus |
|  |               |

|  | Pontosaurus lesinensis |
|  |                        |
|  | Pontosaurus kornhuberi |
|  |                        |

|  | Adriosaurus skrbinensis |
|  |                         |
|  | Adriosaurus suessi      |
|  |                         |

|  | Acteosaurus |
|  |             |
|  | Ophidia     |
|  |             |

|  | Adriosaurus skrbinensis |
|  |                         |
|  | Adriosaurus suessi      |
|  |                         |

|  | Acteosaurus |
|  |             |
|  | Ophidia     |
|  |             |

|  | Adriosaurus skrbinensis |
|  |                         |
|  | Adriosaurus suessi      |
|  |                         |

|  | Acteosaurus |
|  |             |
|  | Ophidia     |
|  |             |

|  | Adriosaurus skrbinensis |
|  |                         |
|  | Adriosaurus suessi      |
|  |                         |

|  | Acteosaurus |
|  |             |
|  | Ophidia     |
|  |             |

|  | Pontosaurus lesinensis |
|  |                        |
|  | Pontosaurus kornhuberi |
|  |                        |

|  | Adriosaurus skrbinensis |
|  |                         |
|  | Adriosaurus suessi      |
|  |                         |

|  | Acteosaurus |
|  |             |
|  | Ophidia     |
|  |             |

|  | Adriosaurus skrbinensis |
|  |                         |
|  | Adriosaurus suessi      |
|  |                         |

|  | Acteosaurus |
|  |             |
|  | Ophidia     |
|  |             |

|  | Adriosaurus skrbinensis |
|  |                         |
|  | Adriosaurus suessi      |
|  |                         |

|  | Acteosaurus |
|  |             |
|  | Ophidia     |
|  |             |

|  | Adriosaurus skrbinensis |
|  |                         |
|  | Adriosaurus suessi      |
|  |                         |

|  | Acteosaurus |
|  |             |
|  | Ophidia     |
|  |             |

|  | Coniasaurus   |
|  |               |
|  | Dolichosaurus |
|  |               |

|  | Pontosaurus lesinensis |
|  |                        |
|  | Pontosaurus kornhuberi |
|  |                        |

|  | Adriosaurus skrbinensis |
|  |                         |
|  | Adriosaurus suessi      |
|  |                         |

|  | Acteosaurus |
|  |             |
|  | Ophidia     |
|  |             |

|  | Adriosaurus skrbinensis |
|  |                         |
|  | Adriosaurus suessi      |
|  |                         |

|  | Acteosaurus |
|  |             |
|  | Ophidia     |
|  |             |

|  | Adriosaurus skrbinensis |
|  |                         |
|  | Adriosaurus suessi      |
|  |                         |

|  | Acteosaurus |
|  |             |
|  | Ophidia     |
|  |             |

|  | Adriosaurus skrbinensis |
|  |                         |
|  | Adriosaurus suessi      |
|  |                         |

|  | Acteosaurus |
|  |             |
|  | Ophidia     |
|  |             |

|  | Pontosaurus lesinensis |
|  |                        |
|  | Pontosaurus kornhuberi |
|  |                        |

|  | Adriosaurus skrbinensis |
|  |                         |
|  | Adriosaurus suessi      |
|  |                         |

|  | Acteosaurus |
|  |             |
|  | Ophidia     |
|  |             |

|  | Adriosaurus skrbinensis |
|  |                         |
|  | Adriosaurus suessi      |
|  |                         |

|  | Acteosaurus |
|  |             |
|  | Ophidia     |
|  |             |

|  | Adriosaurus skrbinensis |
|  |                         |
|  | Adriosaurus suessi      |
|  |                         |

|  | Acteosaurus |
|  |             |
|  | Ophidia     |
|  |             |

|  | Adriosaurus skrbinensis |
|  |                         |
|  | Adriosaurus suessi      |
|  |                         |

|  | Acteosaurus |
|  |             |
|  | Ophidia     |
|  |             |

|  | Lanthanotus |
|  |             |
|  | Varanus     |
|  |             |

|  | Aigialosauridae |
|  |                 |
|  | Mosasauridae    |
|  |                 |

|  | Coniasaurus   |
|  |               |
|  | Dolichosaurus |
|  |               |

|  | Pontosaurus lesinensis |
|  |                        |
|  | Pontosaurus kornhuberi |
|  |                        |

|  | Adriosaurus skrbinensis |
|  |                         |
|  | Adriosaurus suessi      |
|  |                         |

|  | Acteosaurus |
|  |             |
|  | Ophidia     |
|  |             |

|  | Adriosaurus skrbinensis |
|  |                         |
|  | Adriosaurus suessi      |
|  |                         |

|  | Acteosaurus |
|  |             |
|  | Ophidia     |
|  |             |

|  | Adriosaurus skrbinensis |
|  |                         |
|  | Adriosaurus suessi      |
|  |                         |

|  | Acteosaurus |
|  |             |
|  | Ophidia     |
|  |             |

|  | Adriosaurus skrbinensis |
|  |                         |
|  | Adriosaurus suessi      |
|  |                         |

|  | Acteosaurus |
|  |             |
|  | Ophidia     |
|  |             |

|  | Pontosaurus lesinensis |
|  |                        |
|  | Pontosaurus kornhuberi |
|  |                        |

|  | Adriosaurus skrbinensis |
|  |                         |
|  | Adriosaurus suessi      |
|  |                         |

|  | Acteosaurus |
|  |             |
|  | Ophidia     |
|  |             |

|  | Adriosaurus skrbinensis |
|  |                         |
|  | Adriosaurus suessi      |
|  |                         |

|  | Acteosaurus |
|  |             |
|  | Ophidia     |
|  |             |

|  | Adriosaurus skrbinensis |
|  |                         |
|  | Adriosaurus suessi      |
|  |                         |

|  | Acteosaurus |
|  |             |
|  | Ophidia     |
|  |             |

|  | Adriosaurus skrbinensis |
|  |                         |
|  | Adriosaurus suessi      |
|  |                         |

|  | Acteosaurus |
|  |             |
|  | Ophidia     |
|  |             |

|  | Coniasaurus   |
|  |               |
|  | Dolichosaurus |
|  |               |

|  | Pontosaurus lesinensis |
|  |                        |
|  | Pontosaurus kornhuberi |
|  |                        |

|  | Adriosaurus skrbinensis |
|  |                         |
|  | Adriosaurus suessi      |
|  |                         |

|  | Acteosaurus |
|  |             |
|  | Ophidia     |
|  |             |

|  | Adriosaurus skrbinensis |
|  |                         |
|  | Adriosaurus suessi      |
|  |                         |

|  | Acteosaurus |
|  |             |
|  | Ophidia     |
|  |             |

|  | Adriosaurus skrbinensis |
|  |                         |
|  | Adriosaurus suessi      |
|  |                         |

|  | Acteosaurus |
|  |             |
|  | Ophidia     |
|  |             |

|  | Adriosaurus skrbinensis |
|  |                         |
|  | Adriosaurus suessi      |
|  |                         |

|  | Acteosaurus |
|  |             |
|  | Ophidia     |
|  |             |

|  | Pontosaurus lesinensis |
|  |                        |
|  | Pontosaurus kornhuberi |
|  |                        |

|  | Adriosaurus skrbinensis |
|  |                         |
|  | Adriosaurus suessi      |
|  |                         |

|  | Acteosaurus |
|  |             |
|  | Ophidia     |
|  |             |

|  | Adriosaurus skrbinensis |
|  |                         |
|  | Adriosaurus suessi      |
|  |                         |

|  | Acteosaurus |
|  |             |
|  | Ophidia     |
|  |             |

|  | Adriosaurus skrbinensis |
|  |                         |
|  | Adriosaurus suessi      |
|  |                         |

|  | Acteosaurus |
|  |             |
|  | Ophidia     |
|  |             |

|  | Adriosaurus skrbinensis |
|  |                         |
|  | Adriosaurus suessi      |
|  |                         |

|  | Acteosaurus |
|  |             |
|  | Ophidia     |
|  |             |

|  | Aigialosauridae |
|  |                 |
|  | Mosasauridae    |
|  |                 |

|  | Coniasaurus   |
|  |               |
|  | Dolichosaurus |
|  |               |

|  | Pontosaurus lesinensis |
|  |                        |
|  | Pontosaurus kornhuberi |
|  |                        |

|  | Adriosaurus skrbinensis |
|  |                         |
|  | Adriosaurus suessi      |
|  |                         |

|  | Acteosaurus |
|  |             |
|  | Ophidia     |
|  |             |

|  | Adriosaurus skrbinensis |
|  |                         |
|  | Adriosaurus suessi      |
|  |                         |

|  | Acteosaurus |
|  |             |
|  | Ophidia     |
|  |             |

|  | Adriosaurus skrbinensis |
|  |                         |
|  | Adriosaurus suessi      |
|  |                         |

|  | Acteosaurus |
|  |             |
|  | Ophidia     |
|  |             |

|  | Adriosaurus skrbinensis |
|  |                         |
|  | Adriosaurus suessi      |
|  |                         |

|  | Acteosaurus |
|  |             |
|  | Ophidia     |
|  |             |

|  | Pontosaurus lesinensis |
|  |                        |
|  | Pontosaurus kornhuberi |
|  |                        |

|  | Adriosaurus skrbinensis |
|  |                         |
|  | Adriosaurus suessi      |
|  |                         |

|  | Acteosaurus |
|  |             |
|  | Ophidia     |
|  |             |

|  | Adriosaurus skrbinensis |
|  |                         |
|  | Adriosaurus suessi      |
|  |                         |

|  | Acteosaurus |
|  |             |
|  | Ophidia     |
|  |             |

|  | Adriosaurus skrbinensis |
|  |                         |
|  | Adriosaurus suessi      |
|  |                         |

|  | Acteosaurus |
|  |             |
|  | Ophidia     |
|  |             |

|  | Adriosaurus skrbinensis |
|  |                         |
|  | Adriosaurus suessi      |
|  |                         |

|  | Acteosaurus |
|  |             |
|  | Ophidia     |
|  |             |

|  | Coniasaurus   |
|  |               |
|  | Dolichosaurus |
|  |               |

|  | Pontosaurus lesinensis |
|  |                        |
|  | Pontosaurus kornhuberi |
|  |                        |

|  | Adriosaurus skrbinensis |
|  |                         |
|  | Adriosaurus suessi      |
|  |                         |

|  | Acteosaurus |
|  |             |
|  | Ophidia     |
|  |             |

|  | Adriosaurus skrbinensis |
|  |                         |
|  | Adriosaurus suessi      |
|  |                         |

|  | Acteosaurus |
|  |             |
|  | Ophidia     |
|  |             |

|  | Adriosaurus skrbinensis |
|  |                         |
|  | Adriosaurus suessi      |
|  |                         |

|  | Acteosaurus |
|  |             |
|  | Ophidia     |
|  |             |

|  | Adriosaurus skrbinensis |
|  |                         |
|  | Adriosaurus suessi      |
|  |                         |

|  | Acteosaurus |
|  |             |
|  | Ophidia     |
|  |             |

|  | Pontosaurus lesinensis |
|  |                        |
|  | Pontosaurus kornhuberi |
|  |                        |

|  | Adriosaurus skrbinensis |
|  |                         |
|  | Adriosaurus suessi      |
|  |                         |

|  | Acteosaurus |
|  |             |
|  | Ophidia     |
|  |             |

|  | Adriosaurus skrbinensis |
|  |                         |
|  | Adriosaurus suessi      |
|  |                         |

|  | Acteosaurus |
|  |             |
|  | Ophidia     |
|  |             |

|  | Adriosaurus skrbinensis |
|  |                         |
|  | Adriosaurus suessi      |
|  |                         |

|  | Acteosaurus |
|  |             |
|  | Ophidia     |
|  |             |

|  | Adriosaurus skrbinensis |
|  |                         |
|  | Adriosaurus suessi      |
|  |                         |

|  | Acteosaurus |
|  |             |
|  | Ophidia     |
|  |             |

|  | Lanthanotus |
|  |             |
|  | Varanus     |
|  |             |

|  | Aigialosauridae |
|  |                 |
|  | Mosasauridae    |
|  |                 |

|  | Coniasaurus   |
|  |               |
|  | Dolichosaurus |
|  |               |

|  | Pontosaurus lesinensis |
|  |                        |
|  | Pontosaurus kornhuberi |
|  |                        |

|  | Adriosaurus skrbinensis |
|  |                         |
|  | Adriosaurus suessi      |
|  |                         |

|  | Acteosaurus |
|  |             |
|  | Ophidia     |
|  |             |

|  | Adriosaurus skrbinensis |
|  |                         |
|  | Adriosaurus suessi      |
|  |                         |

|  | Acteosaurus |
|  |             |
|  | Ophidia     |
|  |             |

|  | Adriosaurus skrbinensis |
|  |                         |
|  | Adriosaurus suessi      |
|  |                         |

|  | Acteosaurus |
|  |             |
|  | Ophidia     |
|  |             |

|  | Adriosaurus skrbinensis |
|  |                         |
|  | Adriosaurus suessi      |
|  |                         |

|  | Acteosaurus |
|  |             |
|  | Ophidia     |
|  |             |

|  | Pontosaurus lesinensis |
|  |                        |
|  | Pontosaurus kornhuberi |
|  |                        |

|  | Adriosaurus skrbinensis |
|  |                         |
|  | Adriosaurus suessi      |
|  |                         |

|  | Acteosaurus |
|  |             |
|  | Ophidia     |
|  |             |

|  | Adriosaurus skrbinensis |
|  |                         |
|  | Adriosaurus suessi      |
|  |                         |

|  | Acteosaurus |
|  |             |
|  | Ophidia     |
|  |             |

|  | Adriosaurus skrbinensis |
|  |                         |
|  | Adriosaurus suessi      |
|  |                         |

|  | Acteosaurus |
|  |             |
|  | Ophidia     |
|  |             |

|  | Adriosaurus skrbinensis |
|  |                         |
|  | Adriosaurus suessi      |
|  |                         |

|  | Acteosaurus |
|  |             |
|  | Ophidia     |
|  |             |

|  | Coniasaurus   |
|  |               |
|  | Dolichosaurus |
|  |               |

|  | Pontosaurus lesinensis |
|  |                        |
|  | Pontosaurus kornhuberi |
|  |                        |

|  | Adriosaurus skrbinensis |
|  |                         |
|  | Adriosaurus suessi      |
|  |                         |

|  | Acteosaurus |
|  |             |
|  | Ophidia     |
|  |             |

|  | Adriosaurus skrbinensis |
|  |                         |
|  | Adriosaurus suessi      |
|  |                         |

|  | Acteosaurus |
|  |             |
|  | Ophidia     |
|  |             |

|  | Adriosaurus skrbinensis |
|  |                         |
|  | Adriosaurus suessi      |
|  |                         |

|  | Acteosaurus |
|  |             |
|  | Ophidia     |
|  |             |

|  | Adriosaurus skrbinensis |
|  |                         |
|  | Adriosaurus suessi      |
|  |                         |

|  | Acteosaurus |
|  |             |
|  | Ophidia     |
|  |             |

|  | Pontosaurus lesinensis |
|  |                        |
|  | Pontosaurus kornhuberi |
|  |                        |

|  | Adriosaurus skrbinensis |
|  |                         |
|  | Adriosaurus suessi      |
|  |                         |

|  | Acteosaurus |
|  |             |
|  | Ophidia     |
|  |             |

|  | Adriosaurus skrbinensis |
|  |                         |
|  | Adriosaurus suessi      |
|  |                         |

|  | Acteosaurus |
|  |             |
|  | Ophidia     |
|  |             |

|  | Adriosaurus skrbinensis |
|  |                         |
|  | Adriosaurus suessi      |
|  |                         |

|  | Acteosaurus |
|  |             |
|  | Ophidia     |
|  |             |

|  | Adriosaurus skrbinensis |
|  |                         |
|  | Adriosaurus suessi      |
|  |                         |

|  | Acteosaurus |
|  |             |
|  | Ophidia     |
|  |             |

|  | Aigialosauridae |
|  |                 |
|  | Mosasauridae    |
|  |                 |

|  | Coniasaurus   |
|  |               |
|  | Dolichosaurus |
|  |               |

|  | Pontosaurus lesinensis |
|  |                        |
|  | Pontosaurus kornhuberi |
|  |                        |

|  | Adriosaurus skrbinensis |
|  |                         |
|  | Adriosaurus suessi      |
|  |                         |

|  | Acteosaurus |
|  |             |
|  | Ophidia     |
|  |             |

|  | Adriosaurus skrbinensis |
|  |                         |
|  | Adriosaurus suessi      |
|  |                         |

|  | Acteosaurus |
|  |             |
|  | Ophidia     |
|  |             |

|  | Adriosaurus skrbinensis |
|  |                         |
|  | Adriosaurus suessi      |
|  |                         |

|  | Acteosaurus |
|  |             |
|  | Ophidia     |
|  |             |

|  | Adriosaurus skrbinensis |
|  |                         |
|  | Adriosaurus suessi      |
|  |                         |

|  | Acteosaurus |
|  |             |
|  | Ophidia     |
|  |             |

|  | Pontosaurus lesinensis |
|  |                        |
|  | Pontosaurus kornhuberi |
|  |                        |

|  | Adriosaurus skrbinensis |
|  |                         |
|  | Adriosaurus suessi      |
|  |                         |

|  | Acteosaurus |
|  |             |
|  | Ophidia     |
|  |             |

|  | Adriosaurus skrbinensis |
|  |                         |
|  | Adriosaurus suessi      |
|  |                         |

|  | Acteosaurus |
|  |             |
|  | Ophidia     |
|  |             |

|  | Adriosaurus skrbinensis |
|  |                         |
|  | Adriosaurus suessi      |
|  |                         |

|  | Acteosaurus |
|  |             |
|  | Ophidia     |
|  |             |

|  | Adriosaurus skrbinensis |
|  |                         |
|  | Adriosaurus suessi      |
|  |                         |

|  | Acteosaurus |
|  |             |
|  | Ophidia     |
|  |             |

|  | Coniasaurus   |
|  |               |
|  | Dolichosaurus |
|  |               |

|  | Pontosaurus lesinensis |
|  |                        |
|  | Pontosaurus kornhuberi |
|  |                        |

|  | Adriosaurus skrbinensis |
|  |                         |
|  | Adriosaurus suessi      |
|  |                         |

|  | Acteosaurus |
|  |             |
|  | Ophidia     |
|  |             |

|  | Adriosaurus skrbinensis |
|  |                         |
|  | Adriosaurus suessi      |
|  |                         |

|  | Acteosaurus |
|  |             |
|  | Ophidia     |
|  |             |

|  | Adriosaurus skrbinensis |
|  |                         |
|  | Adriosaurus suessi      |
|  |                         |

|  | Acteosaurus |
|  |             |
|  | Ophidia     |
|  |             |

|  | Adriosaurus skrbinensis |
|  |                         |
|  | Adriosaurus suessi      |
|  |                         |

|  | Acteosaurus |
|  |             |
|  | Ophidia     |
|  |             |

|  | Pontosaurus lesinensis |
|  |                        |
|  | Pontosaurus kornhuberi |
|  |                        |

|  | Adriosaurus skrbinensis |
|  |                         |
|  | Adriosaurus suessi      |
|  |                         |

|  | Acteosaurus |
|  |             |
|  | Ophidia     |
|  |             |

|  | Adriosaurus skrbinensis |
|  |                         |
|  | Adriosaurus suessi      |
|  |                         |

|  | Acteosaurus |
|  |             |
|  | Ophidia     |
|  |             |

|  | Adriosaurus skrbinensis |
|  |                         |
|  | Adriosaurus suessi      |
|  |                         |

|  | Acteosaurus |
|  |             |
|  | Ophidia     |
|  |             |

|  | Adriosaurus skrbinensis |
|  |                         |
|  | Adriosaurus suessi      |
|  |                         |

|  | Acteosaurus |
|  |             |
|  | Ophidia     |
|  |             |

|  | Xenosaurus  |
|  |             |
|  | Shinisaurus |
|  |             |

|  | Lanthanotus |
|  |             |
|  | Varanus     |
|  |             |

|  | Aigialosauridae |
|  |                 |
|  | Mosasauridae    |
|  |                 |

|  | Coniasaurus   |
|  |               |
|  | Dolichosaurus |
|  |               |

|  | Pontosaurus lesinensis |
|  |                        |
|  | Pontosaurus kornhuberi |
|  |                        |

|  | Adriosaurus skrbinensis |
|  |                         |
|  | Adriosaurus suessi      |
|  |                         |

|  | Acteosaurus |
|  |             |
|  | Ophidia     |
|  |             |

|  | Adriosaurus skrbinensis |
|  |                         |
|  | Adriosaurus suessi      |
|  |                         |

|  | Acteosaurus |
|  |             |
|  | Ophidia     |
|  |             |

|  | Adriosaurus skrbinensis |
|  |                         |
|  | Adriosaurus suessi      |
|  |                         |

|  | Acteosaurus |
|  |             |
|  | Ophidia     |
|  |             |

|  | Adriosaurus skrbinensis |
|  |                         |
|  | Adriosaurus suessi      |
|  |                         |

|  | Acteosaurus |
|  |             |
|  | Ophidia     |
|  |             |

|  | Pontosaurus lesinensis |
|  |                        |
|  | Pontosaurus kornhuberi |
|  |                        |

|  | Adriosaurus skrbinensis |
|  |                         |
|  | Adriosaurus suessi      |
|  |                         |

|  | Acteosaurus |
|  |             |
|  | Ophidia     |
|  |             |

|  | Adriosaurus skrbinensis |
|  |                         |
|  | Adriosaurus suessi      |
|  |                         |

|  | Acteosaurus |
|  |             |
|  | Ophidia     |
|  |             |

|  | Adriosaurus skrbinensis |
|  |                         |
|  | Adriosaurus suessi      |
|  |                         |

|  | Acteosaurus |
|  |             |
|  | Ophidia     |
|  |             |

|  | Adriosaurus skrbinensis |
|  |                         |
|  | Adriosaurus suessi      |
|  |                         |

|  | Acteosaurus |
|  |             |
|  | Ophidia     |
|  |             |

|  | Coniasaurus   |
|  |               |
|  | Dolichosaurus |
|  |               |

|  | Pontosaurus lesinensis |
|  |                        |
|  | Pontosaurus kornhuberi |
|  |                        |

|  | Adriosaurus skrbinensis |
|  |                         |
|  | Adriosaurus suessi      |
|  |                         |

|  | Acteosaurus |
|  |             |
|  | Ophidia     |
|  |             |

|  | Adriosaurus skrbinensis |
|  |                         |
|  | Adriosaurus suessi      |
|  |                         |

|  | Acteosaurus |
|  |             |
|  | Ophidia     |
|  |             |

|  | Adriosaurus skrbinensis |
|  |                         |
|  | Adriosaurus suessi      |
|  |                         |

|  | Acteosaurus |
|  |             |
|  | Ophidia     |
|  |             |

|  | Adriosaurus skrbinensis |
|  |                         |
|  | Adriosaurus suessi      |
|  |                         |

|  | Acteosaurus |
|  |             |
|  | Ophidia     |
|  |             |

|  | Pontosaurus lesinensis |
|  |                        |
|  | Pontosaurus kornhuberi |
|  |                        |

|  | Adriosaurus skrbinensis |
|  |                         |
|  | Adriosaurus suessi      |
|  |                         |

|  | Acteosaurus |
|  |             |
|  | Ophidia     |
|  |             |

|  | Adriosaurus skrbinensis |
|  |                         |
|  | Adriosaurus suessi      |
|  |                         |

|  | Acteosaurus |
|  |             |
|  | Ophidia     |
|  |             |

|  | Adriosaurus skrbinensis |
|  |                         |
|  | Adriosaurus suessi      |
|  |                         |

|  | Acteosaurus |
|  |             |
|  | Ophidia     |
|  |             |

|  | Adriosaurus skrbinensis |
|  |                         |
|  | Adriosaurus suessi      |
|  |                         |

|  | Acteosaurus |
|  |             |
|  | Ophidia     |
|  |             |

|  | Aigialosauridae |
|  |                 |
|  | Mosasauridae    |
|  |                 |

|  | Coniasaurus   |
|  |               |
|  | Dolichosaurus |
|  |               |

|  | Pontosaurus lesinensis |
|  |                        |
|  | Pontosaurus kornhuberi |
|  |                        |

|  | Adriosaurus skrbinensis |
|  |                         |
|  | Adriosaurus suessi      |
|  |                         |

|  | Acteosaurus |
|  |             |
|  | Ophidia     |
|  |             |

|  | Adriosaurus skrbinensis |
|  |                         |
|  | Adriosaurus suessi      |
|  |                         |

|  | Acteosaurus |
|  |             |
|  | Ophidia     |
|  |             |

|  | Adriosaurus skrbinensis |
|  |                         |
|  | Adriosaurus suessi      |
|  |                         |

|  | Acteosaurus |
|  |             |
|  | Ophidia     |
|  |             |

|  | Adriosaurus skrbinensis |
|  |                         |
|  | Adriosaurus suessi      |
|  |                         |

|  | Acteosaurus |
|  |             |
|  | Ophidia     |
|  |             |

|  | Pontosaurus lesinensis |
|  |                        |
|  | Pontosaurus kornhuberi |
|  |                        |

|  | Adriosaurus skrbinensis |
|  |                         |
|  | Adriosaurus suessi      |
|  |                         |

|  | Acteosaurus |
|  |             |
|  | Ophidia     |
|  |             |

|  | Adriosaurus skrbinensis |
|  |                         |
|  | Adriosaurus suessi      |
|  |                         |

|  | Acteosaurus |
|  |             |
|  | Ophidia     |
|  |             |

|  | Adriosaurus skrbinensis |
|  |                         |
|  | Adriosaurus suessi      |
|  |                         |

|  | Acteosaurus |
|  |             |
|  | Ophidia     |
|  |             |

|  | Adriosaurus skrbinensis |
|  |                         |
|  | Adriosaurus suessi      |
|  |                         |

|  | Acteosaurus |
|  |             |
|  | Ophidia     |
|  |             |

|  | Coniasaurus   |
|  |               |
|  | Dolichosaurus |
|  |               |

|  | Pontosaurus lesinensis |
|  |                        |
|  | Pontosaurus kornhuberi |
|  |                        |

|  | Adriosaurus skrbinensis |
|  |                         |
|  | Adriosaurus suessi      |
|  |                         |

|  | Acteosaurus |
|  |             |
|  | Ophidia     |
|  |             |

|  | Adriosaurus skrbinensis |
|  |                         |
|  | Adriosaurus suessi      |
|  |                         |

|  | Acteosaurus |
|  |             |
|  | Ophidia     |
|  |             |

|  | Adriosaurus skrbinensis |
|  |                         |
|  | Adriosaurus suessi      |
|  |                         |

|  | Acteosaurus |
|  |             |
|  | Ophidia     |
|  |             |

|  | Adriosaurus skrbinensis |
|  |                         |
|  | Adriosaurus suessi      |
|  |                         |

|  | Acteosaurus |
|  |             |
|  | Ophidia     |
|  |             |

|  | Pontosaurus lesinensis |
|  |                        |
|  | Pontosaurus kornhuberi |
|  |                        |

|  | Adriosaurus skrbinensis |
|  |                         |
|  | Adriosaurus suessi      |
|  |                         |

|  | Acteosaurus |
|  |             |
|  | Ophidia     |
|  |             |

|  | Adriosaurus skrbinensis |
|  |                         |
|  | Adriosaurus suessi      |
|  |                         |

|  | Acteosaurus |
|  |             |
|  | Ophidia     |
|  |             |

|  | Adriosaurus skrbinensis |
|  |                         |
|  | Adriosaurus suessi      |
|  |                         |

|  | Acteosaurus |
|  |             |
|  | Ophidia     |
|  |             |

|  | Adriosaurus skrbinensis |
|  |                         |
|  | Adriosaurus suessi      |
|  |                         |

|  | Acteosaurus |
|  |             |
|  | Ophidia     |
|  |             |

|  | Lanthanotus |
|  |             |
|  | Varanus     |
|  |             |

|  | Aigialosauridae |
|  |                 |
|  | Mosasauridae    |
|  |                 |

|  | Coniasaurus   |
|  |               |
|  | Dolichosaurus |
|  |               |

|  | Pontosaurus lesinensis |
|  |                        |
|  | Pontosaurus kornhuberi |
|  |                        |

|  | Adriosaurus skrbinensis |
|  |                         |
|  | Adriosaurus suessi      |
|  |                         |

|  | Acteosaurus |
|  |             |
|  | Ophidia     |
|  |             |

|  | Adriosaurus skrbinensis |
|  |                         |
|  | Adriosaurus suessi      |
|  |                         |

|  | Acteosaurus |
|  |             |
|  | Ophidia     |
|  |             |

|  | Adriosaurus skrbinensis |
|  |                         |
|  | Adriosaurus suessi      |
|  |                         |

|  | Acteosaurus |
|  |             |
|  | Ophidia     |
|  |             |

|  | Adriosaurus skrbinensis |
|  |                         |
|  | Adriosaurus suessi      |
|  |                         |

|  | Acteosaurus |
|  |             |
|  | Ophidia     |
|  |             |

|  | Pontosaurus lesinensis |
|  |                        |
|  | Pontosaurus kornhuberi |
|  |                        |

|  | Adriosaurus skrbinensis |
|  |                         |
|  | Adriosaurus suessi      |
|  |                         |

|  | Acteosaurus |
|  |             |
|  | Ophidia     |
|  |             |

|  | Adriosaurus skrbinensis |
|  |                         |
|  | Adriosaurus suessi      |
|  |                         |

|  | Acteosaurus |
|  |             |
|  | Ophidia     |
|  |             |

|  | Adriosaurus skrbinensis |
|  |                         |
|  | Adriosaurus suessi      |
|  |                         |

|  | Acteosaurus |
|  |             |
|  | Ophidia     |
|  |             |

|  | Adriosaurus skrbinensis |
|  |                         |
|  | Adriosaurus suessi      |
|  |                         |

|  | Acteosaurus |
|  |             |
|  | Ophidia     |
|  |             |

|  | Coniasaurus   |
|  |               |
|  | Dolichosaurus |
|  |               |

|  | Pontosaurus lesinensis |
|  |                        |
|  | Pontosaurus kornhuberi |
|  |                        |

|  | Adriosaurus skrbinensis |
|  |                         |
|  | Adriosaurus suessi      |
|  |                         |

|  | Acteosaurus |
|  |             |
|  | Ophidia     |
|  |             |

|  | Adriosaurus skrbinensis |
|  |                         |
|  | Adriosaurus suessi      |
|  |                         |

|  | Acteosaurus |
|  |             |
|  | Ophidia     |
|  |             |

|  | Adriosaurus skrbinensis |
|  |                         |
|  | Adriosaurus suessi      |
|  |                         |

|  | Acteosaurus |
|  |             |
|  | Ophidia     |
|  |             |

|  | Adriosaurus skrbinensis |
|  |                         |
|  | Adriosaurus suessi      |
|  |                         |

|  | Acteosaurus |
|  |             |
|  | Ophidia     |
|  |             |

|  | Pontosaurus lesinensis |
|  |                        |
|  | Pontosaurus kornhuberi |
|  |                        |

|  | Adriosaurus skrbinensis |
|  |                         |
|  | Adriosaurus suessi      |
|  |                         |

|  | Acteosaurus |
|  |             |
|  | Ophidia     |
|  |             |

|  | Adriosaurus skrbinensis |
|  |                         |
|  | Adriosaurus suessi      |
|  |                         |

|  | Acteosaurus |
|  |             |
|  | Ophidia     |
|  |             |

|  | Adriosaurus skrbinensis |
|  |                         |
|  | Adriosaurus suessi      |
|  |                         |

|  | Acteosaurus |
|  |             |
|  | Ophidia     |
|  |             |

|  | Adriosaurus skrbinensis |
|  |                         |
|  | Adriosaurus suessi      |
|  |                         |

|  | Acteosaurus |
|  |             |
|  | Ophidia     |
|  |             |

|  | Aigialosauridae |
|  |                 |
|  | Mosasauridae    |
|  |                 |

|  | Coniasaurus   |
|  |               |
|  | Dolichosaurus |
|  |               |

|  | Pontosaurus lesinensis |
|  |                        |
|  | Pontosaurus kornhuberi |
|  |                        |

|  | Adriosaurus skrbinensis |
|  |                         |
|  | Adriosaurus suessi      |
|  |                         |

|  | Acteosaurus |
|  |             |
|  | Ophidia     |
|  |             |

|  | Adriosaurus skrbinensis |
|  |                         |
|  | Adriosaurus suessi      |
|  |                         |

|  | Acteosaurus |
|  |             |
|  | Ophidia     |
|  |             |

|  | Adriosaurus skrbinensis |
|  |                         |
|  | Adriosaurus suessi      |
|  |                         |

|  | Acteosaurus |
|  |             |
|  | Ophidia     |
|  |             |

|  | Adriosaurus skrbinensis |
|  |                         |
|  | Adriosaurus suessi      |
|  |                         |

|  | Acteosaurus |
|  |             |
|  | Ophidia     |
|  |             |

|  | Pontosaurus lesinensis |
|  |                        |
|  | Pontosaurus kornhuberi |
|  |                        |

|  | Adriosaurus skrbinensis |
|  |                         |
|  | Adriosaurus suessi      |
|  |                         |

|  | Acteosaurus |
|  |             |
|  | Ophidia     |
|  |             |

|  | Adriosaurus skrbinensis |
|  |                         |
|  | Adriosaurus suessi      |
|  |                         |

|  | Acteosaurus |
|  |             |
|  | Ophidia     |
|  |             |

|  | Adriosaurus skrbinensis |
|  |                         |
|  | Adriosaurus suessi      |
|  |                         |

|  | Acteosaurus |
|  |             |
|  | Ophidia     |
|  |             |

|  | Adriosaurus skrbinensis |
|  |                         |
|  | Adriosaurus suessi      |
|  |                         |

|  | Acteosaurus |
|  |             |
|  | Ophidia     |
|  |             |

|  | Coniasaurus   |
|  |               |
|  | Dolichosaurus |
|  |               |

|  | Pontosaurus lesinensis |
|  |                        |
|  | Pontosaurus kornhuberi |
|  |                        |

|  | Adriosaurus skrbinensis |
|  |                         |
|  | Adriosaurus suessi      |
|  |                         |

|  | Acteosaurus |
|  |             |
|  | Ophidia     |
|  |             |

|  | Adriosaurus skrbinensis |
|  |                         |
|  | Adriosaurus suessi      |
|  |                         |

|  | Acteosaurus |
|  |             |
|  | Ophidia     |
|  |             |

|  | Adriosaurus skrbinensis |
|  |                         |
|  | Adriosaurus suessi      |
|  |                         |

|  | Acteosaurus |
|  |             |
|  | Ophidia     |
|  |             |

|  | Adriosaurus skrbinensis |
|  |                         |
|  | Adriosaurus suessi      |
|  |                         |

|  | Acteosaurus |
|  |             |
|  | Ophidia     |
|  |             |

|  | Pontosaurus lesinensis |
|  |                        |
|  | Pontosaurus kornhuberi |
|  |                        |

|  | Adriosaurus skrbinensis |
|  |                         |
|  | Adriosaurus suessi      |
|  |                         |

|  | Acteosaurus |
|  |             |
|  | Ophidia     |
|  |             |

|  | Adriosaurus skrbinensis |
|  |                         |
|  | Adriosaurus suessi      |
|  |                         |

|  | Acteosaurus |
|  |             |
|  | Ophidia     |
|  |             |

|  | Adriosaurus skrbinensis |
|  |                         |
|  | Adriosaurus suessi      |
|  |                         |

|  | Acteosaurus |
|  |             |
|  | Ophidia     |
|  |             |

|  | Adriosaurus skrbinensis |
|  |                         |
|  | Adriosaurus suessi      |
|  |                         |

|  | Acteosaurus |
|  |             |
|  | Ophidia     |
|  |             |

|  | Lanthanotus |
|  |             |
|  | Varanus     |
|  |             |

|  | Aigialosauridae |
|  |                 |
|  | Mosasauridae    |
|  |                 |

|  | Coniasaurus   |
|  |               |
|  | Dolichosaurus |
|  |               |

|  | Pontosaurus lesinensis |
|  |                        |
|  | Pontosaurus kornhuberi |
|  |                        |

|  | Adriosaurus skrbinensis |
|  |                         |
|  | Adriosaurus suessi      |
|  |                         |

|  | Acteosaurus |
|  |             |
|  | Ophidia     |
|  |             |

|  | Adriosaurus skrbinensis |
|  |                         |
|  | Adriosaurus suessi      |
|  |                         |

|  | Acteosaurus |
|  |             |
|  | Ophidia     |
|  |             |

|  | Adriosaurus skrbinensis |
|  |                         |
|  | Adriosaurus suessi      |
|  |                         |

|  | Acteosaurus |
|  |             |
|  | Ophidia     |
|  |             |

|  | Adriosaurus skrbinensis |
|  |                         |
|  | Adriosaurus suessi      |
|  |                         |

|  | Acteosaurus |
|  |             |
|  | Ophidia     |
|  |             |

|  | Pontosaurus lesinensis |
|  |                        |
|  | Pontosaurus kornhuberi |
|  |                        |

|  | Adriosaurus skrbinensis |
|  |                         |
|  | Adriosaurus suessi      |
|  |                         |

|  | Acteosaurus |
|  |             |
|  | Ophidia     |
|  |             |

|  | Adriosaurus skrbinensis |
|  |                         |
|  | Adriosaurus suessi      |
|  |                         |

|  | Acteosaurus |
|  |             |
|  | Ophidia     |
|  |             |

|  | Adriosaurus skrbinensis |
|  |                         |
|  | Adriosaurus suessi      |
|  |                         |

|  | Acteosaurus |
|  |             |
|  | Ophidia     |
|  |             |

|  | Adriosaurus skrbinensis |
|  |                         |
|  | Adriosaurus suessi      |
|  |                         |

|  | Acteosaurus |
|  |             |
|  | Ophidia     |
|  |             |

|  | Coniasaurus   |
|  |               |
|  | Dolichosaurus |
|  |               |

|  | Pontosaurus lesinensis |
|  |                        |
|  | Pontosaurus kornhuberi |
|  |                        |

|  | Adriosaurus skrbinensis |
|  |                         |
|  | Adriosaurus suessi      |
|  |                         |

|  | Acteosaurus |
|  |             |
|  | Ophidia     |
|  |             |

|  | Adriosaurus skrbinensis |
|  |                         |
|  | Adriosaurus suessi      |
|  |                         |

|  | Acteosaurus |
|  |             |
|  | Ophidia     |
|  |             |

|  | Adriosaurus skrbinensis |
|  |                         |
|  | Adriosaurus suessi      |
|  |                         |

|  | Acteosaurus |
|  |             |
|  | Ophidia     |
|  |             |

|  | Adriosaurus skrbinensis |
|  |                         |
|  | Adriosaurus suessi      |
|  |                         |

|  | Acteosaurus |
|  |             |
|  | Ophidia     |
|  |             |

|  | Pontosaurus lesinensis |
|  |                        |
|  | Pontosaurus kornhuberi |
|  |                        |

|  | Adriosaurus skrbinensis |
|  |                         |
|  | Adriosaurus suessi      |
|  |                         |

|  | Acteosaurus |
|  |             |
|  | Ophidia     |
|  |             |

|  | Adriosaurus skrbinensis |
|  |                         |
|  | Adriosaurus suessi      |
|  |                         |

|  | Acteosaurus |
|  |             |
|  | Ophidia     |
|  |             |

|  | Adriosaurus skrbinensis |
|  |                         |
|  | Adriosaurus suessi      |
|  |                         |

|  | Acteosaurus |
|  |             |
|  | Ophidia     |
|  |             |

|  | Adriosaurus skrbinensis |
|  |                         |
|  | Adriosaurus suessi      |
|  |                         |

|  | Acteosaurus |
|  |             |
|  | Ophidia     |
|  |             |

|  | Aigialosauridae |
|  |                 |
|  | Mosasauridae    |
|  |                 |

|  | Coniasaurus   |
|  |               |
|  | Dolichosaurus |
|  |               |

|  | Pontosaurus lesinensis |
|  |                        |
|  | Pontosaurus kornhuberi |
|  |                        |

|  | Adriosaurus skrbinensis |
|  |                         |
|  | Adriosaurus suessi      |
|  |                         |

|  | Acteosaurus |
|  |             |
|  | Ophidia     |
|  |             |

|  | Adriosaurus skrbinensis |
|  |                         |
|  | Adriosaurus suessi      |
|  |                         |

|  | Acteosaurus |
|  |             |
|  | Ophidia     |
|  |             |

|  | Adriosaurus skrbinensis |
|  |                         |
|  | Adriosaurus suessi      |
|  |                         |

|  | Acteosaurus |
|  |             |
|  | Ophidia     |
|  |             |

|  | Adriosaurus skrbinensis |
|  |                         |
|  | Adriosaurus suessi      |
|  |                         |

|  | Acteosaurus |
|  |             |
|  | Ophidia     |
|  |             |

|  | Pontosaurus lesinensis |
|  |                        |
|  | Pontosaurus kornhuberi |
|  |                        |

|  | Adriosaurus skrbinensis |
|  |                         |
|  | Adriosaurus suessi      |
|  |                         |

|  | Acteosaurus |
|  |             |
|  | Ophidia     |
|  |             |

|  | Adriosaurus skrbinensis |
|  |                         |
|  | Adriosaurus suessi      |
|  |                         |

|  | Acteosaurus |
|  |             |
|  | Ophidia     |
|  |             |

|  | Adriosaurus skrbinensis |
|  |                         |
|  | Adriosaurus suessi      |
|  |                         |

|  | Acteosaurus |
|  |             |
|  | Ophidia     |
|  |             |

|  | Adriosaurus skrbinensis |
|  |                         |
|  | Adriosaurus suessi      |
|  |                         |

|  | Acteosaurus |
|  |             |
|  | Ophidia     |
|  |             |

|  | Coniasaurus   |
|  |               |
|  | Dolichosaurus |
|  |               |

|  | Pontosaurus lesinensis |
|  |                        |
|  | Pontosaurus kornhuberi |
|  |                        |

|  | Adriosaurus skrbinensis |
|  |                         |
|  | Adriosaurus suessi      |
|  |                         |

|  | Acteosaurus |
|  |             |
|  | Ophidia     |
|  |             |

|  | Adriosaurus skrbinensis |
|  |                         |
|  | Adriosaurus suessi      |
|  |                         |

|  | Acteosaurus |
|  |             |
|  | Ophidia     |
|  |             |

|  | Adriosaurus skrbinensis |
|  |                         |
|  | Adriosaurus suessi      |
|  |                         |

|  | Acteosaurus |
|  |             |
|  | Ophidia     |
|  |             |

|  | Adriosaurus skrbinensis |
|  |                         |
|  | Adriosaurus suessi      |
|  |                         |

|  | Acteosaurus |
|  |             |
|  | Ophidia     |
|  |             |

|  | Pontosaurus lesinensis |
|  |                        |
|  | Pontosaurus kornhuberi |
|  |                        |

|  | Adriosaurus skrbinensis |
|  |                         |
|  | Adriosaurus suessi      |
|  |                         |

|  | Acteosaurus |
|  |             |
|  | Ophidia     |
|  |             |

|  | Adriosaurus skrbinensis |
|  |                         |
|  | Adriosaurus suessi      |
|  |                         |

|  | Acteosaurus |
|  |             |
|  | Ophidia     |
|  |             |

|  | Adriosaurus skrbinensis |
|  |                         |
|  | Adriosaurus suessi      |
|  |                         |

|  | Acteosaurus |
|  |             |
|  | Ophidia     |
|  |             |

|  | Adriosaurus skrbinensis |
|  |                         |
|  | Adriosaurus suessi      |
|  |                         |

|  | Acteosaurus |
|  |             |
|  | Ophidia     |
|  |             |

|  | Lanthanotus |
|  |             |
|  | Varanus     |
|  |             |

|  | Aigialosauridae |
|  |                 |
|  | Mosasauridae    |
|  |                 |

|  | Coniasaurus   |
|  |               |
|  | Dolichosaurus |
|  |               |

|  | Pontosaurus lesinensis |
|  |                        |
|  | Pontosaurus kornhuberi |
|  |                        |

|  | Adriosaurus skrbinensis |
|  |                         |
|  | Adriosaurus suessi      |
|  |                         |

|  | Acteosaurus |
|  |             |
|  | Ophidia     |
|  |             |

|  | Adriosaurus skrbinensis |
|  |                         |
|  | Adriosaurus suessi      |
|  |                         |

|  | Acteosaurus |
|  |             |
|  | Ophidia     |
|  |             |

|  | Adriosaurus skrbinensis |
|  |                         |
|  | Adriosaurus suessi      |
|  |                         |

|  | Acteosaurus |
|  |             |
|  | Ophidia     |
|  |             |

|  | Adriosaurus skrbinensis |
|  |                         |
|  | Adriosaurus suessi      |
|  |                         |

|  | Acteosaurus |
|  |             |
|  | Ophidia     |
|  |             |

|  | Pontosaurus lesinensis |
|  |                        |
|  | Pontosaurus kornhuberi |
|  |                        |

|  | Adriosaurus skrbinensis |
|  |                         |
|  | Adriosaurus suessi      |
|  |                         |

|  | Acteosaurus |
|  |             |
|  | Ophidia     |
|  |             |

|  | Adriosaurus skrbinensis |
|  |                         |
|  | Adriosaurus suessi      |
|  |                         |

|  | Acteosaurus |
|  |             |
|  | Ophidia     |
|  |             |

|  | Adriosaurus skrbinensis |
|  |                         |
|  | Adriosaurus suessi      |
|  |                         |

|  | Acteosaurus |
|  |             |
|  | Ophidia     |
|  |             |

|  | Adriosaurus skrbinensis |
|  |                         |
|  | Adriosaurus suessi      |
|  |                         |

|  | Acteosaurus |
|  |             |
|  | Ophidia     |
|  |             |

|  | Coniasaurus   |
|  |               |
|  | Dolichosaurus |
|  |               |

|  | Pontosaurus lesinensis |
|  |                        |
|  | Pontosaurus kornhuberi |
|  |                        |

|  | Adriosaurus skrbinensis |
|  |                         |
|  | Adriosaurus suessi      |
|  |                         |

|  | Acteosaurus |
|  |             |
|  | Ophidia     |
|  |             |

|  | Adriosaurus skrbinensis |
|  |                         |
|  | Adriosaurus suessi      |
|  |                         |

|  | Acteosaurus |
|  |             |
|  | Ophidia     |
|  |             |

|  | Adriosaurus skrbinensis |
|  |                         |
|  | Adriosaurus suessi      |
|  |                         |

|  | Acteosaurus |
|  |             |
|  | Ophidia     |
|  |             |

|  | Adriosaurus skrbinensis |
|  |                         |
|  | Adriosaurus suessi      |
|  |                         |

|  | Acteosaurus |
|  |             |
|  | Ophidia     |
|  |             |

|  | Pontosaurus lesinensis |
|  |                        |
|  | Pontosaurus kornhuberi |
|  |                        |

|  | Adriosaurus skrbinensis |
|  |                         |
|  | Adriosaurus suessi      |
|  |                         |

|  | Acteosaurus |
|  |             |
|  | Ophidia     |
|  |             |

|  | Adriosaurus skrbinensis |
|  |                         |
|  | Adriosaurus suessi      |
|  |                         |

|  | Acteosaurus |
|  |             |
|  | Ophidia     |
|  |             |

|  | Adriosaurus skrbinensis |
|  |                         |
|  | Adriosaurus suessi      |
|  |                         |

|  | Acteosaurus |
|  |             |
|  | Ophidia     |
|  |             |

|  | Adriosaurus skrbinensis |
|  |                         |
|  | Adriosaurus suessi      |
|  |                         |

|  | Acteosaurus |
|  |             |
|  | Ophidia     |
|  |             |

|  | Aigialosauridae |
|  |                 |
|  | Mosasauridae    |
|  |                 |

|  | Coniasaurus   |
|  |               |
|  | Dolichosaurus |
|  |               |

|  | Pontosaurus lesinensis |
|  |                        |
|  | Pontosaurus kornhuberi |
|  |                        |

|  | Adriosaurus skrbinensis |
|  |                         |
|  | Adriosaurus suessi      |
|  |                         |

|  | Acteosaurus |
|  |             |
|  | Ophidia     |
|  |             |

|  | Adriosaurus skrbinensis |
|  |                         |
|  | Adriosaurus suessi      |
|  |                         |

|  | Acteosaurus |
|  |             |
|  | Ophidia     |
|  |             |

|  | Adriosaurus skrbinensis |
|  |                         |
|  | Adriosaurus suessi      |
|  |                         |

|  | Acteosaurus |
|  |             |
|  | Ophidia     |
|  |             |

|  | Adriosaurus skrbinensis |
|  |                         |
|  | Adriosaurus suessi      |
|  |                         |

|  | Acteosaurus |
|  |             |
|  | Ophidia     |
|  |             |

|  | Pontosaurus lesinensis |
|  |                        |
|  | Pontosaurus kornhuberi |
|  |                        |

|  | Adriosaurus skrbinensis |
|  |                         |
|  | Adriosaurus suessi      |
|  |                         |

|  | Acteosaurus |
|  |             |
|  | Ophidia     |
|  |             |

|  | Adriosaurus skrbinensis |
|  |                         |
|  | Adriosaurus suessi      |
|  |                         |

|  | Acteosaurus |
|  |             |
|  | Ophidia     |
|  |             |

|  | Adriosaurus skrbinensis |
|  |                         |
|  | Adriosaurus suessi      |
|  |                         |

|  | Acteosaurus |
|  |             |
|  | Ophidia     |
|  |             |

|  | Adriosaurus skrbinensis |
|  |                         |
|  | Adriosaurus suessi      |
|  |                         |

|  | Acteosaurus |
|  |             |
|  | Ophidia     |
|  |             |

|  | Coniasaurus   |
|  |               |
|  | Dolichosaurus |
|  |               |

|  | Pontosaurus lesinensis |
|  |                        |
|  | Pontosaurus kornhuberi |
|  |                        |

|  | Adriosaurus skrbinensis |
|  |                         |
|  | Adriosaurus suessi      |
|  |                         |

|  | Acteosaurus |
|  |             |
|  | Ophidia     |
|  |             |

|  | Adriosaurus skrbinensis |
|  |                         |
|  | Adriosaurus suessi      |
|  |                         |

|  | Acteosaurus |
|  |             |
|  | Ophidia     |
|  |             |

|  | Adriosaurus skrbinensis |
|  |                         |
|  | Adriosaurus suessi      |
|  |                         |

|  | Acteosaurus |
|  |             |
|  | Ophidia     |
|  |             |

|  | Adriosaurus skrbinensis |
|  |                         |
|  | Adriosaurus suessi      |
|  |                         |

|  | Acteosaurus |
|  |             |
|  | Ophidia     |
|  |             |

|  | Pontosaurus lesinensis |
|  |                        |
|  | Pontosaurus kornhuberi |
|  |                        |

|  | Adriosaurus skrbinensis |
|  |                         |
|  | Adriosaurus suessi      |
|  |                         |

|  | Acteosaurus |
|  |             |
|  | Ophidia     |
|  |             |

|  | Adriosaurus skrbinensis |
|  |                         |
|  | Adriosaurus suessi      |
|  |                         |

|  | Acteosaurus |
|  |             |
|  | Ophidia     |
|  |             |

|  | Adriosaurus skrbinensis |
|  |                         |
|  | Adriosaurus suessi      |
|  |                         |

|  | Acteosaurus |
|  |             |
|  | Ophidia     |
|  |             |

|  | Adriosaurus skrbinensis |
|  |                         |
|  | Adriosaurus suessi      |
|  |                         |

|  | Acteosaurus |
|  |             |
|  | Ophidia     |
|  |             |

|  | Xenosaurus  |
|  |             |
|  | Shinisaurus |
|  |             |

|  | Lanthanotus |
|  |             |
|  | Varanus     |
|  |             |

|  | Aigialosauridae |
|  |                 |
|  | Mosasauridae    |
|  |                 |

|  | Coniasaurus   |
|  |               |
|  | Dolichosaurus |
|  |               |

|  | Pontosaurus lesinensis |
|  |                        |
|  | Pontosaurus kornhuberi |
|  |                        |

|  | Adriosaurus skrbinensis |
|  |                         |
|  | Adriosaurus suessi      |
|  |                         |

|  | Acteosaurus |
|  |             |
|  | Ophidia     |
|  |             |

|  | Adriosaurus skrbinensis |
|  |                         |
|  | Adriosaurus suessi      |
|  |                         |

|  | Acteosaurus |
|  |             |
|  | Ophidia     |
|  |             |

|  | Adriosaurus skrbinensis |
|  |                         |
|  | Adriosaurus suessi      |
|  |                         |

|  | Acteosaurus |
|  |             |
|  | Ophidia     |
|  |             |

|  | Adriosaurus skrbinensis |
|  |                         |
|  | Adriosaurus suessi      |
|  |                         |

|  | Acteosaurus |
|  |             |
|  | Ophidia     |
|  |             |

|  | Pontosaurus lesinensis |
|  |                        |
|  | Pontosaurus kornhuberi |
|  |                        |

|  | Adriosaurus skrbinensis |
|  |                         |
|  | Adriosaurus suessi      |
|  |                         |

|  | Acteosaurus |
|  |             |
|  | Ophidia     |
|  |             |

|  | Adriosaurus skrbinensis |
|  |                         |
|  | Adriosaurus suessi      |
|  |                         |

|  | Acteosaurus |
|  |             |
|  | Ophidia     |
|  |             |

|  | Adriosaurus skrbinensis |
|  |                         |
|  | Adriosaurus suessi      |
|  |                         |

|  | Acteosaurus |
|  |             |
|  | Ophidia     |
|  |             |

|  | Adriosaurus skrbinensis |
|  |                         |
|  | Adriosaurus suessi      |
|  |                         |

|  | Acteosaurus |
|  |             |
|  | Ophidia     |
|  |             |

|  | Coniasaurus   |
|  |               |
|  | Dolichosaurus |
|  |               |

|  | Pontosaurus lesinensis |
|  |                        |
|  | Pontosaurus kornhuberi |
|  |                        |

|  | Adriosaurus skrbinensis |
|  |                         |
|  | Adriosaurus suessi      |
|  |                         |

|  | Acteosaurus |
|  |             |
|  | Ophidia     |
|  |             |

|  | Adriosaurus skrbinensis |
|  |                         |
|  | Adriosaurus suessi      |
|  |                         |

|  | Acteosaurus |
|  |             |
|  | Ophidia     |
|  |             |

|  | Adriosaurus skrbinensis |
|  |                         |
|  | Adriosaurus suessi      |
|  |                         |

|  | Acteosaurus |
|  |             |
|  | Ophidia     |
|  |             |

|  | Adriosaurus skrbinensis |
|  |                         |
|  | Adriosaurus suessi      |
|  |                         |

|  | Acteosaurus |
|  |             |
|  | Ophidia     |
|  |             |

|  | Pontosaurus lesinensis |
|  |                        |
|  | Pontosaurus kornhuberi |
|  |                        |

|  | Adriosaurus skrbinensis |
|  |                         |
|  | Adriosaurus suessi      |
|  |                         |

|  | Acteosaurus |
|  |             |
|  | Ophidia     |
|  |             |

|  | Adriosaurus skrbinensis |
|  |                         |
|  | Adriosaurus suessi      |
|  |                         |

|  | Acteosaurus |
|  |             |
|  | Ophidia     |
|  |             |

|  | Adriosaurus skrbinensis |
|  |                         |
|  | Adriosaurus suessi      |
|  |                         |

|  | Acteosaurus |
|  |             |
|  | Ophidia     |
|  |             |

|  | Adriosaurus skrbinensis |
|  |                         |
|  | Adriosaurus suessi      |
|  |                         |

|  | Acteosaurus |
|  |             |
|  | Ophidia     |
|  |             |

|  | Aigialosauridae |
|  |                 |
|  | Mosasauridae    |
|  |                 |

|  | Coniasaurus   |
|  |               |
|  | Dolichosaurus |
|  |               |

|  | Pontosaurus lesinensis |
|  |                        |
|  | Pontosaurus kornhuberi |
|  |                        |

|  | Adriosaurus skrbinensis |
|  |                         |
|  | Adriosaurus suessi      |
|  |                         |

|  | Acteosaurus |
|  |             |
|  | Ophidia     |
|  |             |

|  | Adriosaurus skrbinensis |
|  |                         |
|  | Adriosaurus suessi      |
|  |                         |

|  | Acteosaurus |
|  |             |
|  | Ophidia     |
|  |             |

|  | Adriosaurus skrbinensis |
|  |                         |
|  | Adriosaurus suessi      |
|  |                         |

|  | Acteosaurus |
|  |             |
|  | Ophidia     |
|  |             |

|  | Adriosaurus skrbinensis |
|  |                         |
|  | Adriosaurus suessi      |
|  |                         |

|  | Acteosaurus |
|  |             |
|  | Ophidia     |
|  |             |

|  | Pontosaurus lesinensis |
|  |                        |
|  | Pontosaurus kornhuberi |
|  |                        |

|  | Adriosaurus skrbinensis |
|  |                         |
|  | Adriosaurus suessi      |
|  |                         |

|  | Acteosaurus |
|  |             |
|  | Ophidia     |
|  |             |

|  | Adriosaurus skrbinensis |
|  |                         |
|  | Adriosaurus suessi      |
|  |                         |

|  | Acteosaurus |
|  |             |
|  | Ophidia     |
|  |             |

|  | Adriosaurus skrbinensis |
|  |                         |
|  | Adriosaurus suessi      |
|  |                         |

|  | Acteosaurus |
|  |             |
|  | Ophidia     |
|  |             |

|  | Adriosaurus skrbinensis |
|  |                         |
|  | Adriosaurus suessi      |
|  |                         |

|  | Acteosaurus |
|  |             |
|  | Ophidia     |
|  |             |

|  | Coniasaurus   |
|  |               |
|  | Dolichosaurus |
|  |               |

|  | Pontosaurus lesinensis |
|  |                        |
|  | Pontosaurus kornhuberi |
|  |                        |

|  | Adriosaurus skrbinensis |
|  |                         |
|  | Adriosaurus suessi      |
|  |                         |

|  | Acteosaurus |
|  |             |
|  | Ophidia     |
|  |             |

|  | Adriosaurus skrbinensis |
|  |                         |
|  | Adriosaurus suessi      |
|  |                         |

|  | Acteosaurus |
|  |             |
|  | Ophidia     |
|  |             |

|  | Adriosaurus skrbinensis |
|  |                         |
|  | Adriosaurus suessi      |
|  |                         |

|  | Acteosaurus |
|  |             |
|  | Ophidia     |
|  |             |

|  | Adriosaurus skrbinensis |
|  |                         |
|  | Adriosaurus suessi      |
|  |                         |

|  | Acteosaurus |
|  |             |
|  | Ophidia     |
|  |             |

|  | Pontosaurus lesinensis |
|  |                        |
|  | Pontosaurus kornhuberi |
|  |                        |

|  | Adriosaurus skrbinensis |
|  |                         |
|  | Adriosaurus suessi      |
|  |                         |

|  | Acteosaurus |
|  |             |
|  | Ophidia     |
|  |             |

|  | Adriosaurus skrbinensis |
|  |                         |
|  | Adriosaurus suessi      |
|  |                         |

|  | Acteosaurus |
|  |             |
|  | Ophidia     |
|  |             |

|  | Adriosaurus skrbinensis |
|  |                         |
|  | Adriosaurus suessi      |
|  |                         |

|  | Acteosaurus |
|  |             |
|  | Ophidia     |
|  |             |

|  | Adriosaurus skrbinensis |
|  |                         |
|  | Adriosaurus suessi      |
|  |                         |

|  | Acteosaurus |
|  |             |
|  | Ophidia     |
|  |             |

|  | Lanthanotus |
|  |             |
|  | Varanus     |
|  |             |

|  | Aigialosauridae |
|  |                 |
|  | Mosasauridae    |
|  |                 |

|  | Coniasaurus   |
|  |               |
|  | Dolichosaurus |
|  |               |

|  | Pontosaurus lesinensis |
|  |                        |
|  | Pontosaurus kornhuberi |
|  |                        |

|  | Adriosaurus skrbinensis |
|  |                         |
|  | Adriosaurus suessi      |
|  |                         |

|  | Acteosaurus |
|  |             |
|  | Ophidia     |
|  |             |

|  | Adriosaurus skrbinensis |
|  |                         |
|  | Adriosaurus suessi      |
|  |                         |

|  | Acteosaurus |
|  |             |
|  | Ophidia     |
|  |             |

|  | Adriosaurus skrbinensis |
|  |                         |
|  | Adriosaurus suessi      |
|  |                         |

|  | Acteosaurus |
|  |             |
|  | Ophidia     |
|  |             |

|  | Adriosaurus skrbinensis |
|  |                         |
|  | Adriosaurus suessi      |
|  |                         |

|  | Acteosaurus |
|  |             |
|  | Ophidia     |
|  |             |

|  | Pontosaurus lesinensis |
|  |                        |
|  | Pontosaurus kornhuberi |
|  |                        |

|  | Adriosaurus skrbinensis |
|  |                         |
|  | Adriosaurus suessi      |
|  |                         |

|  | Acteosaurus |
|  |             |
|  | Ophidia     |
|  |             |

|  | Adriosaurus skrbinensis |
|  |                         |
|  | Adriosaurus suessi      |
|  |                         |

|  | Acteosaurus |
|  |             |
|  | Ophidia     |
|  |             |

|  | Adriosaurus skrbinensis |
|  |                         |
|  | Adriosaurus suessi      |
|  |                         |

|  | Acteosaurus |
|  |             |
|  | Ophidia     |
|  |             |

|  | Adriosaurus skrbinensis |
|  |                         |
|  | Adriosaurus suessi      |
|  |                         |

|  | Acteosaurus |
|  |             |
|  | Ophidia     |
|  |             |

|  | Coniasaurus   |
|  |               |
|  | Dolichosaurus |
|  |               |

|  | Pontosaurus lesinensis |
|  |                        |
|  | Pontosaurus kornhuberi |
|  |                        |

|  | Adriosaurus skrbinensis |
|  |                         |
|  | Adriosaurus suessi      |
|  |                         |

|  | Acteosaurus |
|  |             |
|  | Ophidia     |
|  |             |

|  | Adriosaurus skrbinensis |
|  |                         |
|  | Adriosaurus suessi      |
|  |                         |

|  | Acteosaurus |
|  |             |
|  | Ophidia     |
|  |             |

|  | Adriosaurus skrbinensis |
|  |                         |
|  | Adriosaurus suessi      |
|  |                         |

|  | Acteosaurus |
|  |             |
|  | Ophidia     |
|  |             |

|  | Adriosaurus skrbinensis |
|  |                         |
|  | Adriosaurus suessi      |
|  |                         |

|  | Acteosaurus |
|  |             |
|  | Ophidia     |
|  |             |

|  | Pontosaurus lesinensis |
|  |                        |
|  | Pontosaurus kornhuberi |
|  |                        |

|  | Adriosaurus skrbinensis |
|  |                         |
|  | Adriosaurus suessi      |
|  |                         |

|  | Acteosaurus |
|  |             |
|  | Ophidia     |
|  |             |

|  | Adriosaurus skrbinensis |
|  |                         |
|  | Adriosaurus suessi      |
|  |                         |

|  | Acteosaurus |
|  |             |
|  | Ophidia     |
|  |             |

|  | Adriosaurus skrbinensis |
|  |                         |
|  | Adriosaurus suessi      |
|  |                         |

|  | Acteosaurus |
|  |             |
|  | Ophidia     |
|  |             |

|  | Adriosaurus skrbinensis |
|  |                         |
|  | Adriosaurus suessi      |
|  |                         |

|  | Acteosaurus |
|  |             |
|  | Ophidia     |
|  |             |

|  | Aigialosauridae |
|  |                 |
|  | Mosasauridae    |
|  |                 |

|  | Coniasaurus   |
|  |               |
|  | Dolichosaurus |
|  |               |

|  | Pontosaurus lesinensis |
|  |                        |
|  | Pontosaurus kornhuberi |
|  |                        |

|  | Adriosaurus skrbinensis |
|  |                         |
|  | Adriosaurus suessi      |
|  |                         |

|  | Acteosaurus |
|  |             |
|  | Ophidia     |
|  |             |

|  | Adriosaurus skrbinensis |
|  |                         |
|  | Adriosaurus suessi      |
|  |                         |

|  | Acteosaurus |
|  |             |
|  | Ophidia     |
|  |             |

|  | Adriosaurus skrbinensis |
|  |                         |
|  | Adriosaurus suessi      |
|  |                         |

|  | Acteosaurus |
|  |             |
|  | Ophidia     |
|  |             |

|  | Adriosaurus skrbinensis |
|  |                         |
|  | Adriosaurus suessi      |
|  |                         |

|  | Acteosaurus |
|  |             |
|  | Ophidia     |
|  |             |

|  | Pontosaurus lesinensis |
|  |                        |
|  | Pontosaurus kornhuberi |
|  |                        |

|  | Adriosaurus skrbinensis |
|  |                         |
|  | Adriosaurus suessi      |
|  |                         |

|  | Acteosaurus |
|  |             |
|  | Ophidia     |
|  |             |

|  | Adriosaurus skrbinensis |
|  |                         |
|  | Adriosaurus suessi      |
|  |                         |

|  | Acteosaurus |
|  |             |
|  | Ophidia     |
|  |             |

|  | Adriosaurus skrbinensis |
|  |                         |
|  | Adriosaurus suessi      |
|  |                         |

|  | Acteosaurus |
|  |             |
|  | Ophidia     |
|  |             |

|  | Adriosaurus skrbinensis |
|  |                         |
|  | Adriosaurus suessi      |
|  |                         |

|  | Acteosaurus |
|  |             |
|  | Ophidia     |
|  |             |

|  | Coniasaurus   |
|  |               |
|  | Dolichosaurus |
|  |               |

|  | Pontosaurus lesinensis |
|  |                        |
|  | Pontosaurus kornhuberi |
|  |                        |

|  | Adriosaurus skrbinensis |
|  |                         |
|  | Adriosaurus suessi      |
|  |                         |

|  | Acteosaurus |
|  |             |
|  | Ophidia     |
|  |             |

|  | Adriosaurus skrbinensis |
|  |                         |
|  | Adriosaurus suessi      |
|  |                         |

|  | Acteosaurus |
|  |             |
|  | Ophidia     |
|  |             |

|  | Adriosaurus skrbinensis |
|  |                         |
|  | Adriosaurus suessi      |
|  |                         |

|  | Acteosaurus |
|  |             |
|  | Ophidia     |
|  |             |

|  | Adriosaurus skrbinensis |
|  |                         |
|  | Adriosaurus suessi      |
|  |                         |

|  | Acteosaurus |
|  |             |
|  | Ophidia     |
|  |             |

|  | Pontosaurus lesinensis |
|  |                        |
|  | Pontosaurus kornhuberi |
|  |                        |

|  | Adriosaurus skrbinensis |
|  |                         |
|  | Adriosaurus suessi      |
|  |                         |

|  | Acteosaurus |
|  |             |
|  | Ophidia     |
|  |             |

|  | Adriosaurus skrbinensis |
|  |                         |
|  | Adriosaurus suessi      |
|  |                         |

|  | Acteosaurus |
|  |             |
|  | Ophidia     |
|  |             |

|  | Adriosaurus skrbinensis |
|  |                         |
|  | Adriosaurus suessi      |
|  |                         |

|  | Acteosaurus |
|  |             |
|  | Ophidia     |
|  |             |

|  | Adriosaurus skrbinensis |
|  |                         |
|  | Adriosaurus suessi      |
|  |                         |

|  | Acteosaurus |
|  |             |
|  | Ophidia     |
|  |             |

|  | Lanthanotus |
|  |             |
|  | Varanus     |
|  |             |

|  | Aigialosauridae |
|  |                 |
|  | Mosasauridae    |
|  |                 |

|  | Coniasaurus   |
|  |               |
|  | Dolichosaurus |
|  |               |

|  | Pontosaurus lesinensis |
|  |                        |
|  | Pontosaurus kornhuberi |
|  |                        |

|  | Adriosaurus skrbinensis |
|  |                         |
|  | Adriosaurus suessi      |
|  |                         |

|  | Acteosaurus |
|  |             |
|  | Ophidia     |
|  |             |

|  | Adriosaurus skrbinensis |
|  |                         |
|  | Adriosaurus suessi      |
|  |                         |

|  | Acteosaurus |
|  |             |
|  | Ophidia     |
|  |             |

|  | Adriosaurus skrbinensis |
|  |                         |
|  | Adriosaurus suessi      |
|  |                         |

|  | Acteosaurus |
|  |             |
|  | Ophidia     |
|  |             |

|  | Adriosaurus skrbinensis |
|  |                         |
|  | Adriosaurus suessi      |
|  |                         |

|  | Acteosaurus |
|  |             |
|  | Ophidia     |
|  |             |

|  | Pontosaurus lesinensis |
|  |                        |
|  | Pontosaurus kornhuberi |
|  |                        |

|  | Adriosaurus skrbinensis |
|  |                         |
|  | Adriosaurus suessi      |
|  |                         |

|  | Acteosaurus |
|  |             |
|  | Ophidia     |
|  |             |

|  | Adriosaurus skrbinensis |
|  |                         |
|  | Adriosaurus suessi      |
|  |                         |

|  | Acteosaurus |
|  |             |
|  | Ophidia     |
|  |             |

|  | Adriosaurus skrbinensis |
|  |                         |
|  | Adriosaurus suessi      |
|  |                         |

|  | Acteosaurus |
|  |             |
|  | Ophidia     |
|  |             |

|  | Adriosaurus skrbinensis |
|  |                         |
|  | Adriosaurus suessi      |
|  |                         |

|  | Acteosaurus |
|  |             |
|  | Ophidia     |
|  |             |

|  | Coniasaurus   |
|  |               |
|  | Dolichosaurus |
|  |               |

|  | Pontosaurus lesinensis |
|  |                        |
|  | Pontosaurus kornhuberi |
|  |                        |

|  | Adriosaurus skrbinensis |
|  |                         |
|  | Adriosaurus suessi      |
|  |                         |

|  | Acteosaurus |
|  |             |
|  | Ophidia     |
|  |             |

|  | Adriosaurus skrbinensis |
|  |                         |
|  | Adriosaurus suessi      |
|  |                         |

|  | Acteosaurus |
|  |             |
|  | Ophidia     |
|  |             |

|  | Adriosaurus skrbinensis |
|  |                         |
|  | Adriosaurus suessi      |
|  |                         |

|  | Acteosaurus |
|  |             |
|  | Ophidia     |
|  |             |

|  | Adriosaurus skrbinensis |
|  |                         |
|  | Adriosaurus suessi      |
|  |                         |

|  | Acteosaurus |
|  |             |
|  | Ophidia     |
|  |             |

|  | Pontosaurus lesinensis |
|  |                        |
|  | Pontosaurus kornhuberi |
|  |                        |

|  | Adriosaurus skrbinensis |
|  |                         |
|  | Adriosaurus suessi      |
|  |                         |

|  | Acteosaurus |
|  |             |
|  | Ophidia     |
|  |             |

|  | Adriosaurus skrbinensis |
|  |                         |
|  | Adriosaurus suessi      |
|  |                         |

|  | Acteosaurus |
|  |             |
|  | Ophidia     |
|  |             |

|  | Adriosaurus skrbinensis |
|  |                         |
|  | Adriosaurus suessi      |
|  |                         |

|  | Acteosaurus |
|  |             |
|  | Ophidia     |
|  |             |

|  | Adriosaurus skrbinensis |
|  |                         |
|  | Adriosaurus suessi      |
|  |                         |

|  | Acteosaurus |
|  |             |
|  | Ophidia     |
|  |             |

|  | Aigialosauridae |
|  |                 |
|  | Mosasauridae    |
|  |                 |

|  | Coniasaurus   |
|  |               |
|  | Dolichosaurus |
|  |               |

|  | Pontosaurus lesinensis |
|  |                        |
|  | Pontosaurus kornhuberi |
|  |                        |

|  | Adriosaurus skrbinensis |
|  |                         |
|  | Adriosaurus suessi      |
|  |                         |

|  | Acteosaurus |
|  |             |
|  | Ophidia     |
|  |             |

|  | Adriosaurus skrbinensis |
|  |                         |
|  | Adriosaurus suessi      |
|  |                         |

|  | Acteosaurus |
|  |             |
|  | Ophidia     |
|  |             |

|  | Adriosaurus skrbinensis |
|  |                         |
|  | Adriosaurus suessi      |
|  |                         |

|  | Acteosaurus |
|  |             |
|  | Ophidia     |
|  |             |

|  | Adriosaurus skrbinensis |
|  |                         |
|  | Adriosaurus suessi      |
|  |                         |

|  | Acteosaurus |
|  |             |
|  | Ophidia     |
|  |             |

|  | Pontosaurus lesinensis |
|  |                        |
|  | Pontosaurus kornhuberi |
|  |                        |

|  | Adriosaurus skrbinensis |
|  |                         |
|  | Adriosaurus suessi      |
|  |                         |

|  | Acteosaurus |
|  |             |
|  | Ophidia     |
|  |             |

|  | Adriosaurus skrbinensis |
|  |                         |
|  | Adriosaurus suessi      |
|  |                         |

|  | Acteosaurus |
|  |             |
|  | Ophidia     |
|  |             |

|  | Adriosaurus skrbinensis |
|  |                         |
|  | Adriosaurus suessi      |
|  |                         |

|  | Acteosaurus |
|  |             |
|  | Ophidia     |
|  |             |

|  | Adriosaurus skrbinensis |
|  |                         |
|  | Adriosaurus suessi      |
|  |                         |

|  | Acteosaurus |
|  |             |
|  | Ophidia     |
|  |             |

|  | Coniasaurus   |
|  |               |
|  | Dolichosaurus |
|  |               |

|  | Pontosaurus lesinensis |
|  |                        |
|  | Pontosaurus kornhuberi |
|  |                        |

|  | Adriosaurus skrbinensis |
|  |                         |
|  | Adriosaurus suessi      |
|  |                         |

|  | Acteosaurus |
|  |             |
|  | Ophidia     |
|  |             |

|  | Adriosaurus skrbinensis |
|  |                         |
|  | Adriosaurus suessi      |
|  |                         |

|  | Acteosaurus |
|  |             |
|  | Ophidia     |
|  |             |

|  | Adriosaurus skrbinensis |
|  |                         |
|  | Adriosaurus suessi      |
|  |                         |

|  | Acteosaurus |
|  |             |
|  | Ophidia     |
|  |             |

|  | Adriosaurus skrbinensis |
|  |                         |
|  | Adriosaurus suessi      |
|  |                         |

|  | Acteosaurus |
|  |             |
|  | Ophidia     |
|  |             |

|  | Pontosaurus lesinensis |
|  |                        |
|  | Pontosaurus kornhuberi |
|  |                        |

|  | Adriosaurus skrbinensis |
|  |                         |
|  | Adriosaurus suessi      |
|  |                         |

|  | Acteosaurus |
|  |             |
|  | Ophidia     |
|  |             |

|  | Adriosaurus skrbinensis |
|  |                         |
|  | Adriosaurus suessi      |
|  |                         |

|  | Acteosaurus |
|  |             |
|  | Ophidia     |
|  |             |

|  | Adriosaurus skrbinensis |
|  |                         |
|  | Adriosaurus suessi      |
|  |                         |

|  | Acteosaurus |
|  |             |
|  | Ophidia     |
|  |             |

|  | Adriosaurus skrbinensis |
|  |                         |
|  | Adriosaurus suessi      |
|  |                         |

|  | Acteosaurus |
|  |             |
|  | Ophidia     |
|  |             |

|  | Lanthanotus |
|  |             |
|  | Varanus     |
|  |             |

|  | Aigialosauridae |
|  |                 |
|  | Mosasauridae    |
|  |                 |

|  | Coniasaurus   |
|  |               |
|  | Dolichosaurus |
|  |               |

|  | Pontosaurus lesinensis |
|  |                        |
|  | Pontosaurus kornhuberi |
|  |                        |

|  | Adriosaurus skrbinensis |
|  |                         |
|  | Adriosaurus suessi      |
|  |                         |

|  | Acteosaurus |
|  |             |
|  | Ophidia     |
|  |             |

|  | Adriosaurus skrbinensis |
|  |                         |
|  | Adriosaurus suessi      |
|  |                         |

|  | Acteosaurus |
|  |             |
|  | Ophidia     |
|  |             |

|  | Adriosaurus skrbinensis |
|  |                         |
|  | Adriosaurus suessi      |
|  |                         |

|  | Acteosaurus |
|  |             |
|  | Ophidia     |
|  |             |

|  | Adriosaurus skrbinensis |
|  |                         |
|  | Adriosaurus suessi      |
|  |                         |

|  | Acteosaurus |
|  |             |
|  | Ophidia     |
|  |             |

|  | Pontosaurus lesinensis |
|  |                        |
|  | Pontosaurus kornhuberi |
|  |                        |

|  | Adriosaurus skrbinensis |
|  |                         |
|  | Adriosaurus suessi      |
|  |                         |

|  | Acteosaurus |
|  |             |
|  | Ophidia     |
|  |             |

|  | Adriosaurus skrbinensis |
|  |                         |
|  | Adriosaurus suessi      |
|  |                         |

|  | Acteosaurus |
|  |             |
|  | Ophidia     |
|  |             |

|  | Adriosaurus skrbinensis |
|  |                         |
|  | Adriosaurus suessi      |
|  |                         |

|  | Acteosaurus |
|  |             |
|  | Ophidia     |
|  |             |

|  | Adriosaurus skrbinensis |
|  |                         |
|  | Adriosaurus suessi      |
|  |                         |

|  | Acteosaurus |
|  |             |
|  | Ophidia     |
|  |             |

|  | Coniasaurus   |
|  |               |
|  | Dolichosaurus |
|  |               |

|  | Pontosaurus lesinensis |
|  |                        |
|  | Pontosaurus kornhuberi |
|  |                        |

|  | Adriosaurus skrbinensis |
|  |                         |
|  | Adriosaurus suessi      |
|  |                         |

|  | Acteosaurus |
|  |             |
|  | Ophidia     |
|  |             |

|  | Adriosaurus skrbinensis |
|  |                         |
|  | Adriosaurus suessi      |
|  |                         |

|  | Acteosaurus |
|  |             |
|  | Ophidia     |
|  |             |

|  | Adriosaurus skrbinensis |
|  |                         |
|  | Adriosaurus suessi      |
|  |                         |

|  | Acteosaurus |
|  |             |
|  | Ophidia     |
|  |             |

|  | Adriosaurus skrbinensis |
|  |                         |
|  | Adriosaurus suessi      |
|  |                         |

|  | Acteosaurus |
|  |             |
|  | Ophidia     |
|  |             |

|  | Pontosaurus lesinensis |
|  |                        |
|  | Pontosaurus kornhuberi |
|  |                        |

|  | Adriosaurus skrbinensis |
|  |                         |
|  | Adriosaurus suessi      |
|  |                         |

|  | Acteosaurus |
|  |             |
|  | Ophidia     |
|  |             |

|  | Adriosaurus skrbinensis |
|  |                         |
|  | Adriosaurus suessi      |
|  |                         |

|  | Acteosaurus |
|  |             |
|  | Ophidia     |
|  |             |

|  | Adriosaurus skrbinensis |
|  |                         |
|  | Adriosaurus suessi      |
|  |                         |

|  | Acteosaurus |
|  |             |
|  | Ophidia     |
|  |             |

|  | Adriosaurus skrbinensis |
|  |                         |
|  | Adriosaurus suessi      |
|  |                         |

|  | Acteosaurus |
|  |             |
|  | Ophidia     |
|  |             |

|  | Aigialosauridae |
|  |                 |
|  | Mosasauridae    |
|  |                 |

|  | Coniasaurus   |
|  |               |
|  | Dolichosaurus |
|  |               |

|  | Pontosaurus lesinensis |
|  |                        |
|  | Pontosaurus kornhuberi |
|  |                        |

|  | Adriosaurus skrbinensis |
|  |                         |
|  | Adriosaurus suessi      |
|  |                         |

|  | Acteosaurus |
|  |             |
|  | Ophidia     |
|  |             |

|  | Adriosaurus skrbinensis |
|  |                         |
|  | Adriosaurus suessi      |
|  |                         |

|  | Acteosaurus |
|  |             |
|  | Ophidia     |
|  |             |

|  | Adriosaurus skrbinensis |
|  |                         |
|  | Adriosaurus suessi      |
|  |                         |

|  | Acteosaurus |
|  |             |
|  | Ophidia     |
|  |             |

|  | Adriosaurus skrbinensis |
|  |                         |
|  | Adriosaurus suessi      |
|  |                         |

|  | Acteosaurus |
|  |             |
|  | Ophidia     |
|  |             |

|  | Pontosaurus lesinensis |
|  |                        |
|  | Pontosaurus kornhuberi |
|  |                        |

|  | Adriosaurus skrbinensis |
|  |                         |
|  | Adriosaurus suessi      |
|  |                         |

|  | Acteosaurus |
|  |             |
|  | Ophidia     |
|  |             |

|  | Adriosaurus skrbinensis |
|  |                         |
|  | Adriosaurus suessi      |
|  |                         |

|  | Acteosaurus |
|  |             |
|  | Ophidia     |
|  |             |

|  | Adriosaurus skrbinensis |
|  |                         |
|  | Adriosaurus suessi      |
|  |                         |

|  | Acteosaurus |
|  |             |
|  | Ophidia     |
|  |             |

|  | Adriosaurus skrbinensis |
|  |                         |
|  | Adriosaurus suessi      |
|  |                         |

|  | Acteosaurus |
|  |             |
|  | Ophidia     |
|  |             |

|  | Coniasaurus   |
|  |               |
|  | Dolichosaurus |
|  |               |

|  | Pontosaurus lesinensis |
|  |                        |
|  | Pontosaurus kornhuberi |
|  |                        |

|  | Adriosaurus skrbinensis |
|  |                         |
|  | Adriosaurus suessi      |
|  |                         |

|  | Acteosaurus |
|  |             |
|  | Ophidia     |
|  |             |

|  | Adriosaurus skrbinensis |
|  |                         |
|  | Adriosaurus suessi      |
|  |                         |

|  | Acteosaurus |
|  |             |
|  | Ophidia     |
|  |             |

|  | Adriosaurus skrbinensis |
|  |                         |
|  | Adriosaurus suessi      |
|  |                         |

|  | Acteosaurus |
|  |             |
|  | Ophidia     |
|  |             |

|  | Adriosaurus skrbinensis |
|  |                         |
|  | Adriosaurus suessi      |
|  |                         |

|  | Acteosaurus |
|  |             |
|  | Ophidia     |
|  |             |

|  | Pontosaurus lesinensis |
|  |                        |
|  | Pontosaurus kornhuberi |
|  |                        |

|  | Adriosaurus skrbinensis |
|  |                         |
|  | Adriosaurus suessi      |
|  |                         |

|  | Acteosaurus |
|  |             |
|  | Ophidia     |
|  |             |

|  | Adriosaurus skrbinensis |
|  |                         |
|  | Adriosaurus suessi      |
|  |                         |

|  | Acteosaurus |
|  |             |
|  | Ophidia     |
|  |             |

|  | Adriosaurus skrbinensis |
|  |                         |
|  | Adriosaurus suessi      |
|  |                         |

|  | Acteosaurus |
|  |             |
|  | Ophidia     |
|  |             |

|  | Adriosaurus skrbinensis |
|  |                         |
|  | Adriosaurus suessi      |
|  |                         |

|  | Acteosaurus |
|  |             |
|  | Ophidia     |
|  |             |